# Royal 22e Régiment
Vous lisez un « bon article » labellisé en 2011.  Il fait partie d'un « bon thème ».
Le Royal 22e Régiment ou R22eR est l'un des trois grands régiments d'infanterie des Forces armées canadiennes. En anglais, les militaires du Régiment sont surnommés les « Vandoos » à cause de la prononciation de « vingt-deux » avec un accent anglais ; par extension, le Régiment est surnommé « The Vandoos », en anglais. Chez les francophones, le Régiment est souvent appelé tout simplement « 22 »  ou « 22e ». C'est le seul régiment d'infanterie régulière entièrement francophone au Canada.
Le Régiment comprend cinq bataillons, dont deux de réserve. Dans la Force régulière, le R22eR a deux bataillons d'infanterie mécanisée et un bataillon d'infanterie légère comprenant une compagnie de parachutistes. Son quartier général se situe à la Citadelle de Québec, mais le gros de son effectif régulier est cantonné sur la base des Forces canadiennes (BFC) Valcartier près de la ville de Québec, au Québec. Les bataillons de réserve sont situés à Laval et à Saint-Hyacinthe, respectivement le 4e et le 6e Bataillon. Les bataillons du Régiment sont en fait des unités opérationnelles distinctes qui font partie de la 2e Division du Canada avec les bataillons réguliers au sein du 5e Groupe-brigade mécanisé du Canada et les bataillons de réserve au sein du 34e Groupe-brigade du Canada. L'effectif total du Régiment comprend plus de 2 000 réguliers et environ 200 réservistes. Il s'agit du plus important régiment militaire au Québec et de la plus grande unité francophone en Amérique.
Formé de volontaires francophones durant la Première Guerre mondiale sous le nom de « 22e Bataillon d'infanterie (canadien-français) (en) », il obtient, le 1er juin 1921, le titre de « royal » de la part du roi George V qui reconnait les nombreux faits d'armes et les excellents états de service de ses membres. Il porte encore aujourd'hui, en parade, le célèbre uniforme rouge des fusiliers britanniques avec le bonnet à poils. Les fantassins du R22eR ont pris part à presque tous les conflits et les opérations impliquant le Canada depuis sa création.
Récipiendaire, en 2005, de la Médaille de l'Assemblée nationale.

## Structure

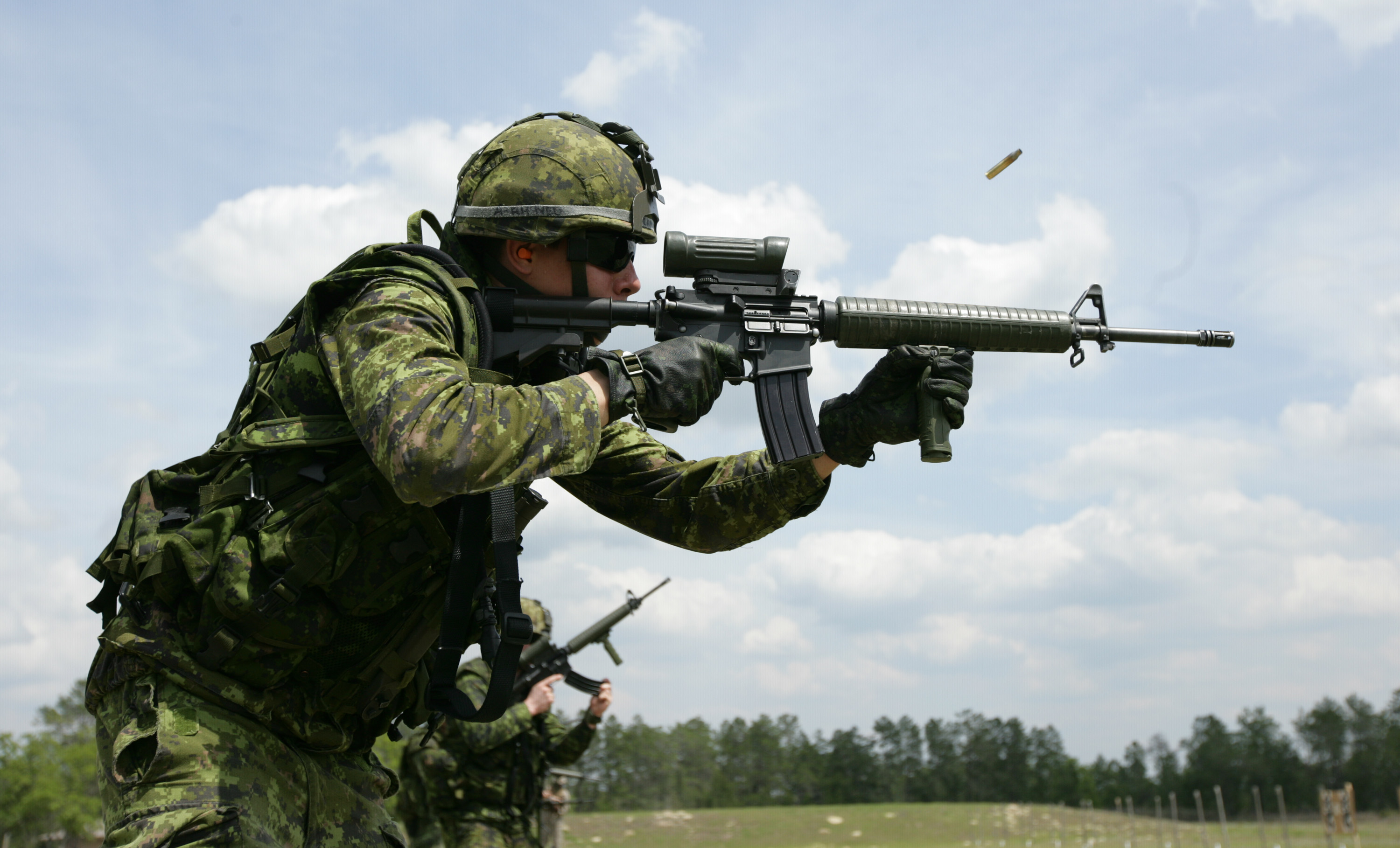
Un soldat du R22eR avec un fusil d'assaut C7A2.

Le Royal 22e Régiment est composé de trois bataillons réguliers et de deux bataillons de réserve. Leurs effectifs combinés sont de plus de 2 000 soldats réguliers et d'environ 200 réservistes ; ce qui en fait le plus grand régiment au Québec,,,. De plus, la majorité des membres est québécoise. De ce fait, le français est la langue de travail au sein du « 22e ». C'est donc la plus importante unité francophone en Amérique. Les bataillons de la Force régulière sont chacun sous le commandement du 5e Groupe-brigade mécanisé du Canada, de la 2e Division du Canada,,. En effet, le régiment n'est pas une structure de commandement opérationnel, mais plutôt protocolaire, et chaque bataillon forme en fait une unité distincte dans l'ordre de bataille des Forces armées canadiennes. Néanmoins, les membres des différents bataillons partagent le même insigne et le Régiment constitue une sorte de « famille » dans la tradition militaire britannique. Le quartier général régimentaire est situé dans la Citadelle de Québec.
Les 1er et 2e Bataillons sont de l'infanterie mécanisée tandis que le 3e est de l'infanterie légère. Les 1er et 3e Bataillon sont cantonnés sur la BFC Valcartier et le 2e Bataillon est quant à lui officiellement basé à la Citadelle de Québec, mais la majorité de ses effectifs travaille également sur la BFC Valcartier, tous dans la région de Québec, au Québec. De leur côté, les deux bataillons de réserve sont le 4e Bataillon à Laval et le 6e Bataillon. Ce dernier est réparti dans deux manèges : un à Saint-Hyacinthe et l'autre à Drummondville. Ils font partie du 34e Groupe-brigade du Canada,. En plus de ses cinq bataillons, le Régiment comprend également La Musique du Royal 22e Régiment qui est la seule musique militaire d'expression française au Canada. Le Musée Royal 22e Régiment est situé dans la Citadelle de Québec et fait aussi partie de la « famille » régimentaire.
| Bataillon     | Base                             | Groupe-brigade                       | Type                  |
| ------------- | -------------------------------- | ------------------------------------ | --------------------- |
| 1er Bataillon | BFC Valcartier                   | 5e Groupe-brigade mécanisé du Canada | Infanterie mécanisée  |
| 2e Bataillon  | Citadelle de Québec              | 5e Groupe-brigade mécanisé du Canada | Infanterie mécanisée  |
| 3e Bataillon  | BFC Valcartier                   | 5e Groupe-brigade mécanisé du Canada | Infanterie légère     |
| 4e Bataillon  | Laval                            | 34e Groupe-brigade du Canada         | Infanterie de réserve |
| 6e Bataillon  | Saint-Hyacinthe et Drummondville | 34e Groupe-brigade du Canada         | Infanterie de réserve |

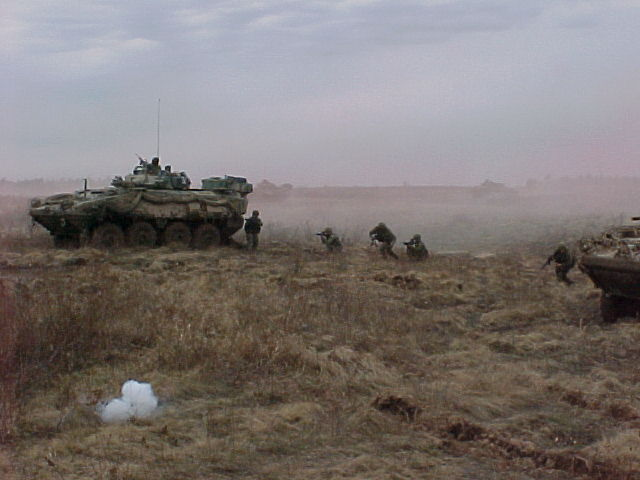
Un VBL III, le véhicule de combat principal du régiment.

Les trois bataillons réguliers sont organisés selon la même structure : un état-major, trois compagnies de fusiliers, une compagnie de soutien tactique et une compagnie de services,,. Chaque compagnie de fusiliers comporte un poste de commandement et trois pelotons qui se composent eux-mêmes d'un poste de commandement, d'un détachement d'armes et de trois sections. Les sections d'infanterie sont composées de dix fantassins et sont commandées par un sergent. Le véhicule principal des sections est le VBL 6.0(véhicule blindé léger) qui est armé d'un canon de 25 mm, d'une mitrailleuse coaxiale de calibre de 7,62 mm ainsi que de grenades fumigènes de 76 mm. L'armement des sections comprend des fusils d'assaut, des mitrailleuses légères, des lance-grenades de 40 mm et des grenades à main,,. Les pelotons, quant à eux, sont commandés par un officier, généralement du grade de lieutenant ou de capitaine. Le détachement d'armes du peloton comprend une mitrailleuse polyvalente, des mortiers légers, des lance-roquettes ou des lance-missiles légers,,,,. Au total, un peloton compte environ 40 militaires. La compagnie est commandée par un major qui est secondé par un capitaine et assisté par un sergent-major du grade d'adjudant-maître. Au total, une compagnie de fusiliers compte entre 120 et 150 militaires. Le bataillon est commandé par un lieutenant-colonel qui est secondé par un major et assisté par un sergent-major régimentaire du grade d'adjudant-chef. De leur côté, les bataillons de réserve sont constitués de réservistes s'entrainant à temps partiel et ils sont tous des volontaires,. Ils sont organisés sensiblement de la même façon que les bataillons réguliers avec un effectif beaucoup moins grand.

### 1erBataillon
Le 1er Bataillon Royal 22e Régiment ou 1er R22eR est un bataillon d'infanterie mécanisée cantonné à la BFC Valcartier. Le 1er R22eR a un effectif de 632 militaires divisé en cinq compagnies dont trois d'infanterie motorisée, une compagnie de services et une de commandement. Le bataillon était en Allemagne pour l'ensemble de la période couvrant la guerre froide. Il prend son nom actuel le 5 août 1950 en vue de la guerre de Corée où il se rend en avril 1952 pour une durée d'un an.

### 2eBataillon

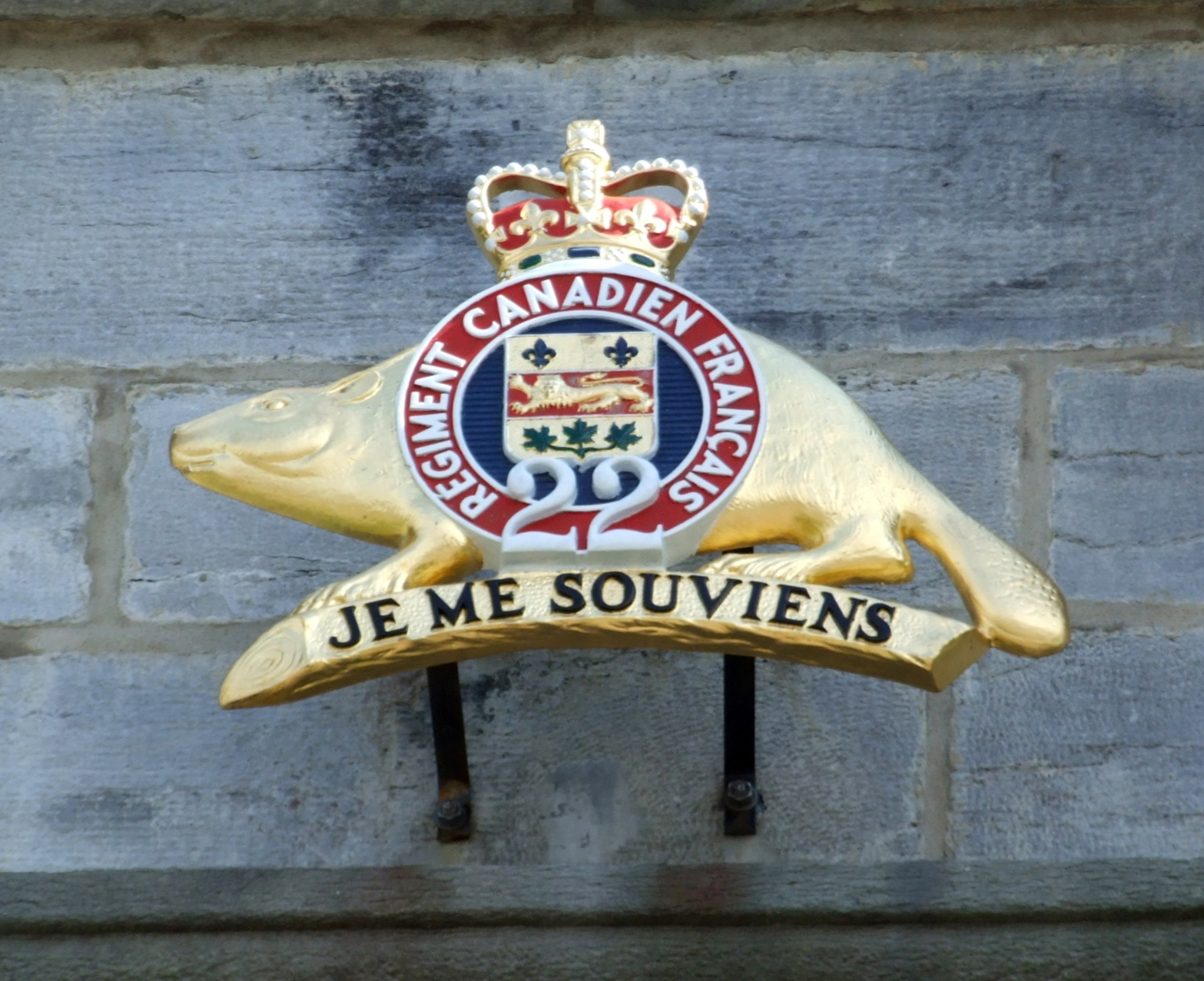
Insigne du régiment sur la Citadelle de Québec.

Le 2e Bataillon Royal 22e Régiment ou 2e R22eR est un bataillon d'infanterie mécanisée cantonné officiellement à la Citadelle de Québec, mais dont le gros de l'effectif travaille sur la BFC Valcartier. En plus des cinq compagnies standard, le 2e Bataillon comprend également une compagnie de garnison. Le 2e R22eR a un effectif de 680 militaires. Il est d'abord connu sous le nom de 1st Battalion 3rd Canadian Infantry Regiment,. Il adopte son nom actuel lorsqu'il est stationné à la BFC Valcartier en octobre 1945.

### 3eBataillon

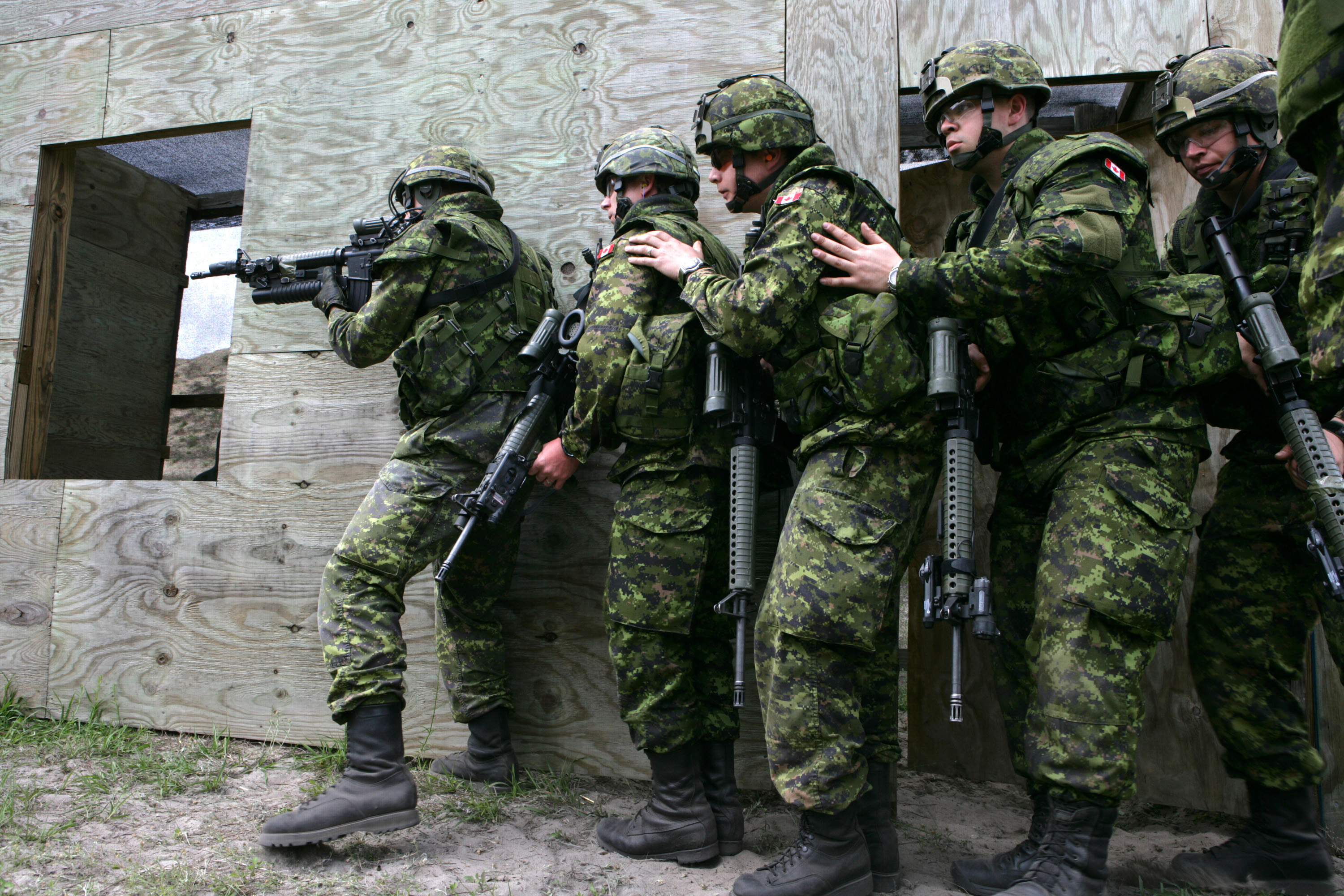
Des soldats du 3e Bataillon s'entrainant à la guerre en milieu urbain.

Le 3e Bataillon Royal 22e Régiment ou 3e R22eR est un bataillon d'infanterie légère cantonné à la BFC Valcartier. La compagnie A du 3e Bataillon est composée de parachutistes et ses membres portent le béret marron. À la différence des deux premiers bataillons, le 3e n'a pas de VBL III et se déplace principalement à pied ou via des plateformes inter-armes. Le 3e R22eR a un effectif de 524 militaires. Il fut créé en décembre 1951 à partir d'éléments des deux autres bataillons.

### 4eBataillon
Le 4e Bataillon Royal 22e Régiment (Châteauguay) ou 4e R22eR (Chât) est un bataillon d'infanterie de la Première réserve basé à Laval au Québec, avec un effectif de 348 membres, cette unité est la plus grosse unité d'infanterie de la force de réserve au Canada. L'histoire d'une unité de milice dans la région de Châteauguay, de Beauharnois et de Sainte-Martine remonte au régime français. Le bataillon était autrefois connu sous le nom de Régiment de Châteauguay. Le 26 octobre 1813, le 6e Régiment des Chasseurs de Châteauguay et Beauharnois sous le commandement du lieutenant-colonel Charles Michel D’Irumburry de Salaberry aidé par une bande d'Amérindiens de Caughnawaga repousse l'avant-garde d'une armée américaine qui se dirigeait vers Montréal. Les compagnies de milice de Beauharnois et de Châteauguay sont appelées de nouveau en 1866 et en 1870 pour combattre des troupes d'Irlandais américains de l'Union qui reprochaient à l'Angleterre de favoriser la Confédération lors de la Guerre de Sécession. De plus, en 1869, le 64e Régiment « Voltigeurs de Châteauguay » est levé pour combattre les Féniens. Le 1er mai 1901, ce dernier est fusionné au 76e Régiment « Voltigeurs de Châteauguay » et la nouvelle unité est nommée 64e Régiment Fusiliers « Voltigeurs de Châteauguay ». Le 1er mars 1902, l'unité devient finalement le Régiment de Châteauguay. Le régiment devient un bataillon du Royal 22e Régiment le 30 septembre 1954 en adoptant le nom de Régiment de Châteauguay (4th Bataillon, Royal 22nd Regiment),. Il adopte son nom actuel le 27 avril 1956,.

### 6eBataillon
Le 6e Bataillon Royal 22e Régiment ou 6e R22eR est un bataillon d'infanterie de la Première réserve basé à Saint-Hyacinthe et à Drummondville au Québec. Son quartier général est situé à Saint-Hyacinthe. Il comporte une fanfare à Drummondville depuis 1987. Le bataillon est d'abord connu sous le nom de Régiment de Saint-Hyacinthe. En effet, son histoire commence par la création d'une compagnie de la Milice à Saint-Hyacinthe le 8 juin 1866. Cette compagnie est fusionnée avec celles de Saint-Pie, de Saint-Simon et de Sorel le 24 mars 1871 pour former le Bataillon provisoire de Saint-Hyacinthe. Le bataillon est complété le 12 décembre 1879 avec l'ajout d'une compagnie à Acton Vale et d'une seconde compagnie à Saint-Hyacinthe. Celui-ci adopte alors le nom de 84e Bataillon d'infanterie de Saint-Hyacinthe. En 1897, les compagnies sont concentrées à Saint-Hyacinthe. En 1900, l'unité est renommée 84e Régiment de Saint-Hyacinthe. Le régiment devient le 6e Bataillon du Royal 22e Régiment le 2 février 1956. La compagnie "B" à Drummondville est créée en 1968.

## Histoire

### Création du régiment et Première Guerre mondiale (1914-1918)
Le Canada se joint à l'Angleterre contre l'Allemagne le 4 août 1914 alors que les Canadiens français sont pratiquement absents des rangs de l'Armée canadienne,. Le camp Valcartier est désigné comme lieu de mobilisation dès le 6 août. Le premier contingent de Valcartier part pour l'Angleterre le 3 octobre ; il est composé de 32 665 soldats, dont 1 245 volontaires canadiens-français. Ces derniers sont répartis dans les bataillons anglophones et le ministre de la Milice et de la Défense Sam Hughes écarte du contingent les officiers supérieurs francophones membres de la Milice permanente. Les capitaines Hercule Barré et Émile Ranger tentent de former un bataillon exclusivement francophone, mais doivent se contenter de deux compagnies au sein du 14e Bataillon.
Un regroupement d'hommes politiques, de religieux et d'hommes d'affaires québécois constatent que l'intégration des Canadiens français à l'armée permanente est nécessaire à l'unité nationale et décident de financer la création d'une unité francophone,. Sir Wilfrid Laurier, alors chef de l'opposition officielle, écrit une lettre au premier ministre, sir Robert Borden, lui expliquant la nécessité de former une unité francophone pour recruter au sein de la population canadienne-française. Le gouvernement approuve finalement la création d'un bataillon canadien-français le 20 octobre. Celui-ci est créé le lendemain.
Le bataillon est d'abord connu sous la dénomination de « Régiment Royal Canadien-Français ». Le bataillon adopte la désignation de « 22e » parce qu'il est le 22e bataillon autorisé à prendre part au Corps expéditionnaire canadien. Néanmoins, la désignation officielle du bataillon est 22nd Infantry Battalion (French Canadian).

#### L'identité des Canadiens francophones affirmée

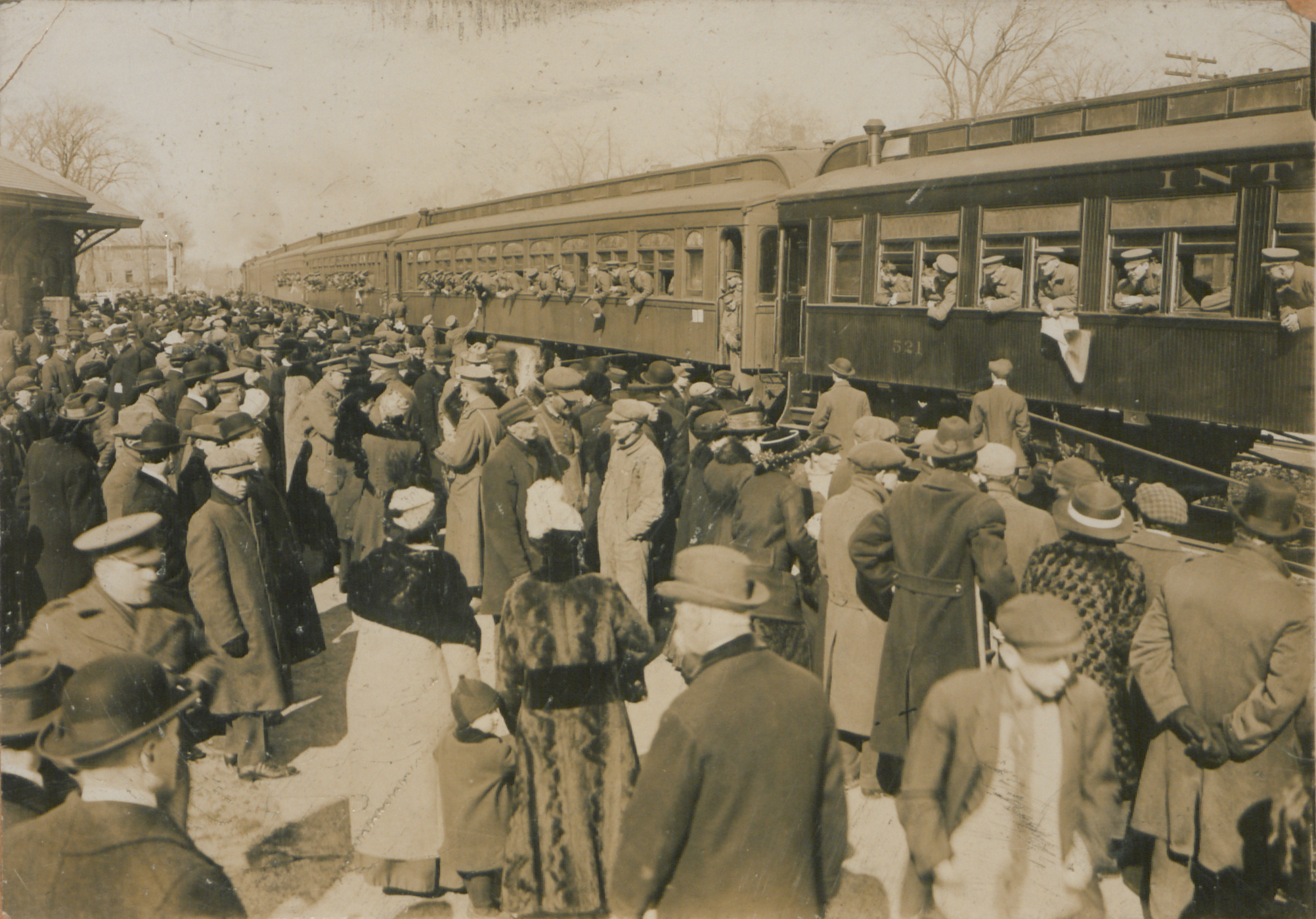
Le 22e Régiment quittant Saint-Jean-sur-Richelieu en 1915.

Le nouveau bataillon commence son entrainement en octobre 1914 à Saint-Jean-sur-Richelieu au Québec,,. Il est alors composé de 1 024 militaires et placé sous le commandement du colonel Frédéric Gaudet,,. Cependant, le manque d'espace à Saint-Jean-sur-Richelieu en plus de la proximité de Montréal qui est la cause de plusieurs désertions et cas d'indiscipline pousse le colonel Gaudet à demander le transfert vers un endroit plus adéquat. Le 3 mars 1915, le 22e Bataillon reçoit ses drapeaux. L'abbé Doyon, après avoir consacré les drapeaux, déclare : « Il s’agit surtout d’une question d’existence nationale : pour les Canadiens français, il s’agit d’une question de vie ou de mort comme entité nationale, comme nation sur le continent de l’Amérique du Nord. ». Finalement, le 12 mars, la demande du colonel est acceptée et le bataillon est transféré à Amherst en Nouvelle-Écosse,,.
Durant la Première Guerre mondiale, le combat du bataillon canadien-français était sur deux fronts : celui contre les ennemis allemands et celui d'obtenir la reconnaissance et le respect. En effet, les actions du bataillon étaient surveillées de près et la moindre défaillance était rapportée de manière amplifiée parce qu'il était le seul bataillon francophone sur les sept millions de soldats de l'Armée britannique.

#### Premiers combats en Belgique (1915-1916)
Le 22e Bataillon s'embarque pour l'Angleterre le 20 mai 1915 à bord du Saxonia,,. Il est envoyé dans les tranchées pour la première fois le 20 septembre au sein de la 5e Brigade de la 2e Division canadienne près d'Ypres en Flandre en Belgique,,. Le 26 février 1916, le lieutenant-colonel Thomas-Louis Tremblay devient le commandant du 22e Bataillon,. Ce dernier demeure dans les tranchées belges jusqu'en mars 1916 où il livre une guerre de tranchées et effectue plusieurs raids. Les soldats du 22e Bataillon subissent également leur première attaque au gaz à Vierstraat.

#### La Bataille de la Somme (1916)

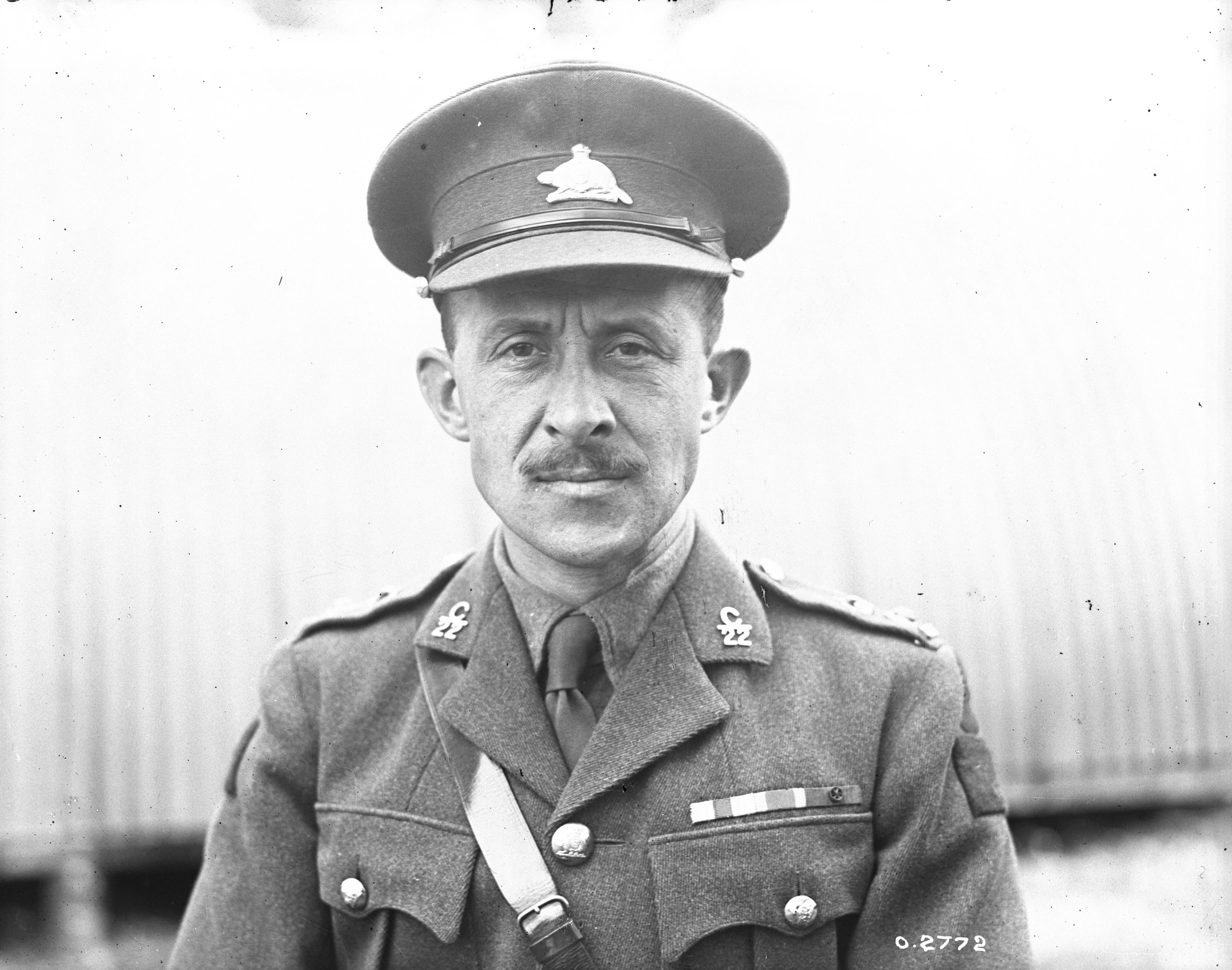
Le lieutenant-colonel Thomas-Louis Tremblay.

Le 15 septembre 1916, le 22e Bataillon prend part à sa première offensive de grande envergure au niveau du corps d'armée à Flers-Courcelette,. Le lieutenant-colonel Tremblay était conscient de l'importance de cette opération et, à la fin des ordres, il ajoute : « C’est notre première grande attaque, il faut qu’elle soit un succès pour l’honneur de tous les Canadiens français que nous représentons en France ». L'attaque est un succès bien que le bataillon subisse de nombreuses pertes. Plusieurs journaux du monde entier rendent hommage à la vaillance canadienne-française après la prise du village de Courcelette.

#### La Bataille d'Arras (1918)
Monument hommage aux soldats du  22e Bataillon à Chérisy (Pas-de-Calais)
|  |  |  |

Le 10 août 1918, le commandant du 22e Bataillon, Louis-Thomas Tremblay, est promu au grade de brigadier général et devient le commandant de la 5e Brigade. C'est le seul général francophone à commander une unité d'infanterie au front dans le Corps canadien durant la Première Guerre mondiale. Les 27 et 28 août, le 22e participe à une autre offensive importante : celle de Chérisy dans le Nord de la France, au sud-est d'Arras durant l'offensive des cent jours ou des "100 jours du Canada". Les pertes seront quasiment totales pour les hommes du 22e bataillon ayant pris part à l'assaut contre les positions allemandes de Chérisy : 39 hommes indemnes sur 700 engagés. Cela sera cependant une franche percée de la Ligne Hindenburg dans ce secteur elle sera le point de départ de l'inexorable recul allemand en Artois.

#### Pertes humaines

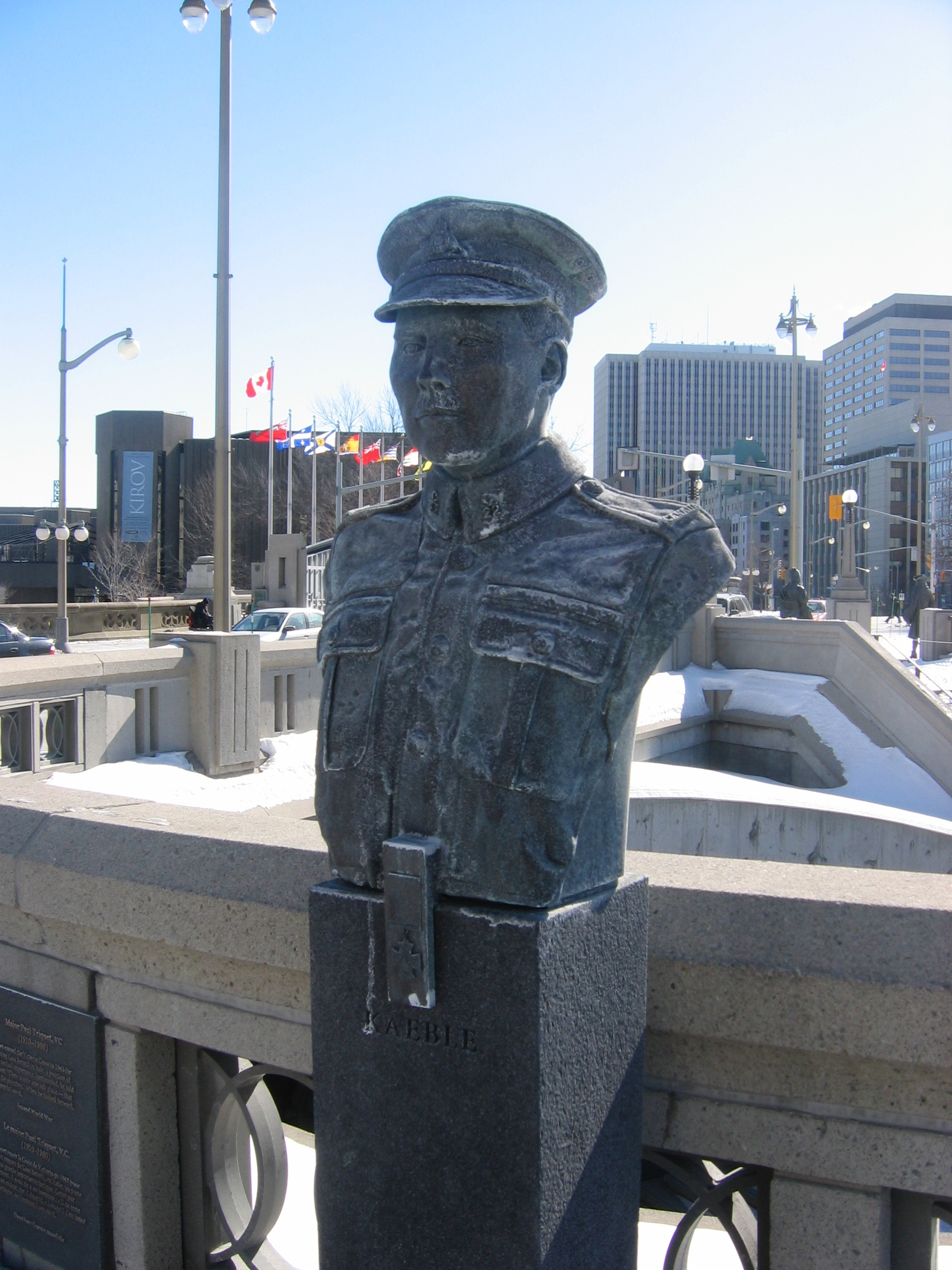
Buste de Joseph Kaeble au Monument aux Valeureux à Ottawa.

Au cours de la guerre, 16 bataillons canadiens-français sont formés sur les 260 du Corps expéditionnaire canadien. Cependant, arrivés en Europe, ils sont habituellement démantelés pour servir de renfort au 22e qui est la seule unité canadienne-française à se battre au front,. À la fin de la Première Guerre mondiale, le 22e Bataillon compte 1 074 morts et 2 887 blessés ; ce qui représente une perte de 67 % de l'effectif total de 5 919 militaires,.

#### Décorations et honneurs
Parmi ces morts, le 22e Bataillon compte deux Croix de Victoria, la plus haute récompense du Commonwealth, reçues par le caporal Joseph Keable en juin 1918 et par le lieutenant Jean Brillant en août 1918, tous deux natifs de la vallée de la Matapédia au Bas-Saint-Laurent au Québec,,,. Joseph Keable est le premier Canadien français à recevoir la Croix de Victoria. Le 22e Bataillon reçoit au total 18 honneurs de bataille pour la Première Guerre mondiale,. Il les reçoit officiellement le 22 septembre 1929 alors qu'il se nomme déjà Royal 22e Régiment. Cependant, seulement 10 de ces honneurs sont portés sur le drapeau régimentaire. De leurs côtés, les membres du 22e Bataillon reçoivent un total de 352 décorations.

### L'entre-deux-guerres (1919-1928)

#### Démantèlement du régiment
Le 22e Bataillon revient au Canada le 19 mai 1919 et est démantelé,. À la suite de la Première Guerre mondiale, le ministre de la Milice et de la Défense doit évaluer les besoins militaires du pays et amorce une réorganisation de l'armée. Une commission spéciale présidée par le major général (retraité) Sir William Otter est chargée de cette évaluation des besoins nationaux. Alors que la réactivation du 22e Bataillon ne fait pas partie des plans de la défense canadienne, le conseil municipal de la ville de Québec et le gouvernement provincial du Québec apportent leur témoignage à la commission pour l'intégration d'une unité canadienne-française au sein de la force permanente du pays. Finalement, la commission, en considérant la représentativité au niveau national en plus de recevoir l'appui des militaires anglophones, recommande la réactivation du 22e Bataillon (canadien-français).

#### Réactivation du22eRégiment

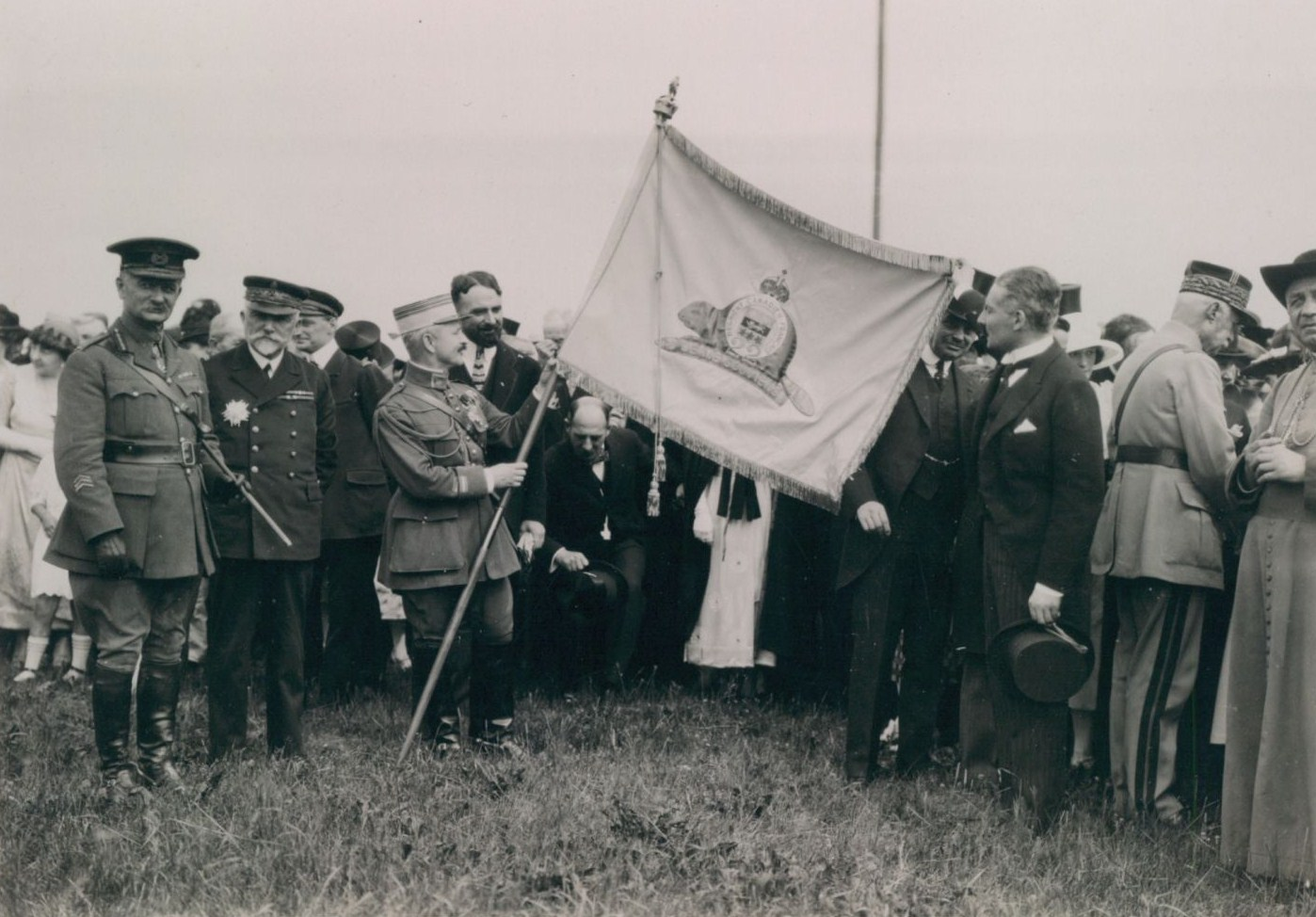
Déploiement du drapeau du Royal 22e Régiment par le maréchal de France Émile Fayolle en 1921.

Les autorités décident donc de former un régiment regroupant des vétérans du 22e Bataillon basé à la Citadelle de Québec. Afin de pouvoir réactiver le 22e Bataillon, le gouvernement doit réduire l'effectif du Royal Canadian Regiment d'une compagnie et celui des Royal Canadian Dragoons d'un escadron. Le 22nd Regiment est créé officiellement le 1er avril 1920 grâce à l'Ordre général no  37. Il est alors autorisé à recruter un état-major ainsi que deux compagnies. Le premier commandant du régiment est le lieutenant-colonel Henri Chassé qui avait servi avec le 22e Bataillon lors de la Première Guerre mondiale. Le premier sergent-major régimentaire est l'adjudant-chef Wenceslas Bilodeau qui arrive du Royal Canadian Regiment. Le 22 mai, le régiment occupe la Citadelle de Québec après que les artilleurs, qui y étaient logés depuis 1871, furent déménagés à Kingston en Ontario. Le 25 mars 1921, le maréchal de France Ferdinand Foch accepte de devenir le colonel du régiment et le devient officiellement le 18 mai suivant ; il est le premier colonel du régiment du Royal 22e Régiment,. Cette nomination a pour effet de renforcer le caractère unique du régiment canadien-français. En juin, le maréchal Émile Fayolle, représentant le maréchal Foch à Québec, présente au régiment un drapeau régimentaire basé sur l'insigne du régiment, un cadeau de la part du maréchal Foch.

#### Le22eRégiment devient le Royal22eRégiment

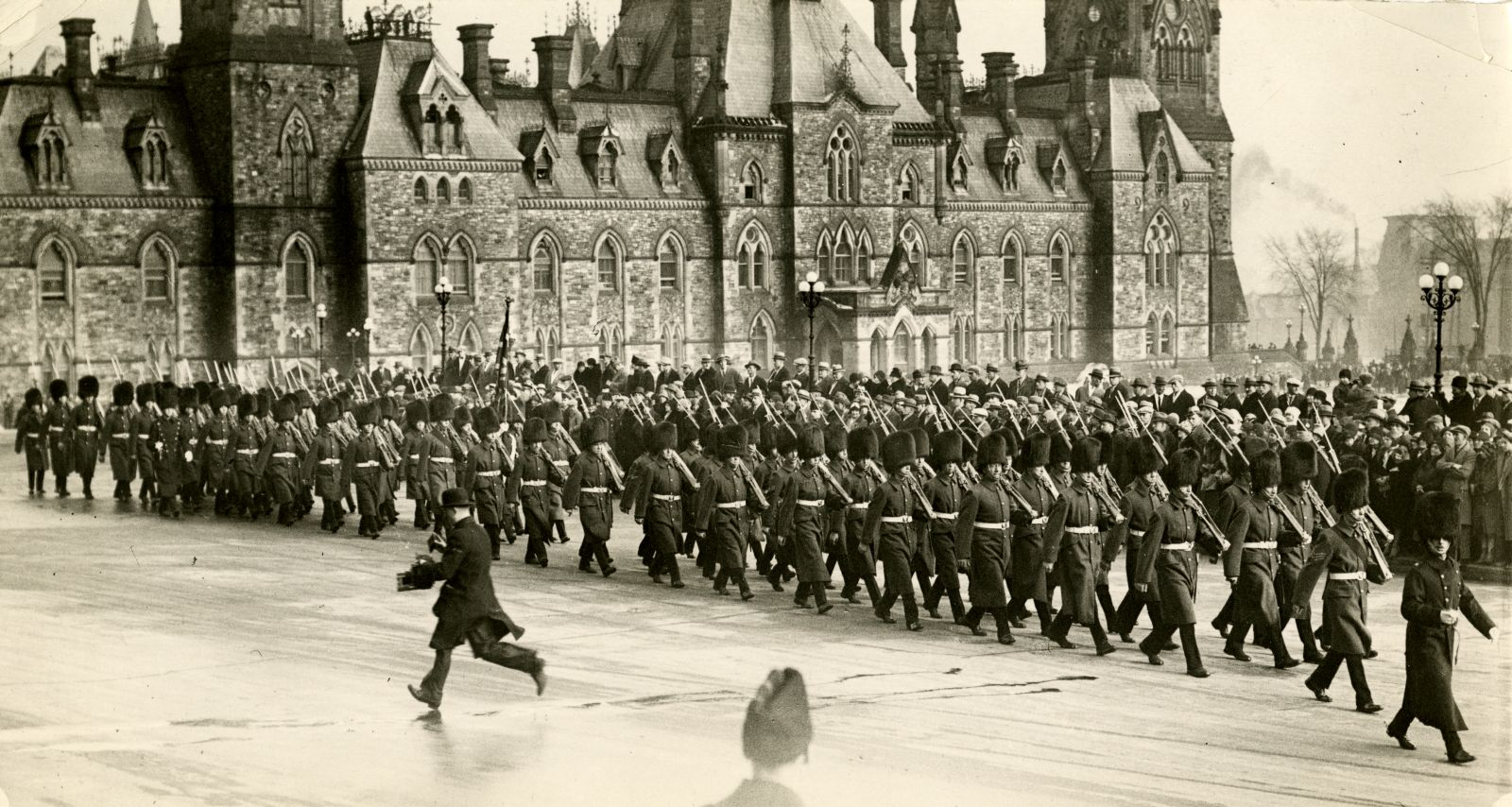
Le Royal 22e Régiment défilant devant le Parlement d'Ottawa en 1927.

Le 1er juin 1921, à la suite de l’Ordre général no  149 approuvé par le roi George V, le régiment est nommé royal en reconnaissance des faits d’armes rendus lors de la Première Guerre mondiale,. Sa désignation devient donc Royal 22nd Regiment. En juin 1921, les pompiers et les policiers de la ville de Québec entrent en grève et le Royal 22nd Regiment est mobilisé pour assurer la sécurité de la ville. En octobre de la même année, le régiment dirige sa première école de formation professionnelle : l'École royale d'infanterie et de mitrailleuses. Le 17 août 1922, le régiment est envoyé à Sydney en Nouvelle-Écosse lors de la grève des mineurs de la Dominion Coal Mine afin d'assurer la sécurité.
Le 20 février 1923, le Royal 22e Régiment reçoit son premier drapeau royal. Les drapeaux royal et régimentaire utilisés par le 22e Bataillon lors de la Première Guerre mondiale n'ont pas pu être repris par le régiment parce que le curé de l'église de Notre-Dame déclara que les drapeaux avaient été donnés à l'église et non déposés. La même année, l'effectif du régiment est réduit et celui-ci doit dissoudre une compagnie. Le 15 juin 1928, le nom du régiment est finalement francisé alors qu'il est renommé Royal 22e Régiment pour reconnaître son caractère francophone. Entre sa création et le 1er septembre 1939, le régiment a recruté 863 soldats.

### Seconde Guerre mondiale (1939-1945)
Le 10 septembre 1939, le Canada déclare la guerre à l'Allemagne,. À cette date, le Royal 22e Régiment ne comporte qu'un effectif de 250 militaires. C'est pourquoi il entame une période de recrutement afin d'atteindre l'effectif autorisé de 900 hommes. Le 14 octobre 1939, la présence de deux sous-marins allemands dans le fleuve Saint-Laurent est rapportée alors que le Canada ne possède aucune défense côtière. Un navire du ministère des Transports du Québec est réquisitionné avec son équipage civil et équipé d'un canon de 18 livres avec des artilleurs de la milice locale et des fusiliers du Royal 22e Régiment. Finalement, les sous-marins ne sont pas repérés et l'opération se termine le lendemain. Néanmoins, cet incident a permis de montrer que les défenses canadiennes ne sont pas prêtes.
Le régiment s'embarque pour l'Angleterre avec un effectif de 800 hommes, le 9 décembre 1939 à bord du SS Aquitania,. Le régiment est alors une composante de la 3e Brigade de la 1re Division d'infanterie canadienne. Arrivé en Angleterre, il entreprend une période d'entrainement en vue de son déploiement dans le théâtre d'opérations et participe à la défense côtière de la Grande-Bretagne. Durant cette période, il est appelé à monter la garde royale aux palais de Buckingham et de St. James du 12 au 21 avril 1940. C'est la première fois que la garde est montée par une unité qui ne fait pas partie des forces armées britanniques et, surtout, la première fois que les ordres à la garde royale sont donnés en français (l'unité étant francophone).
Le 5 juillet 1943, un navire marchand transportant 21 membres du régiment ainsi que du matériel est torpillé et coulé.

#### Le débarquement et la conquête de Sicile (1943)

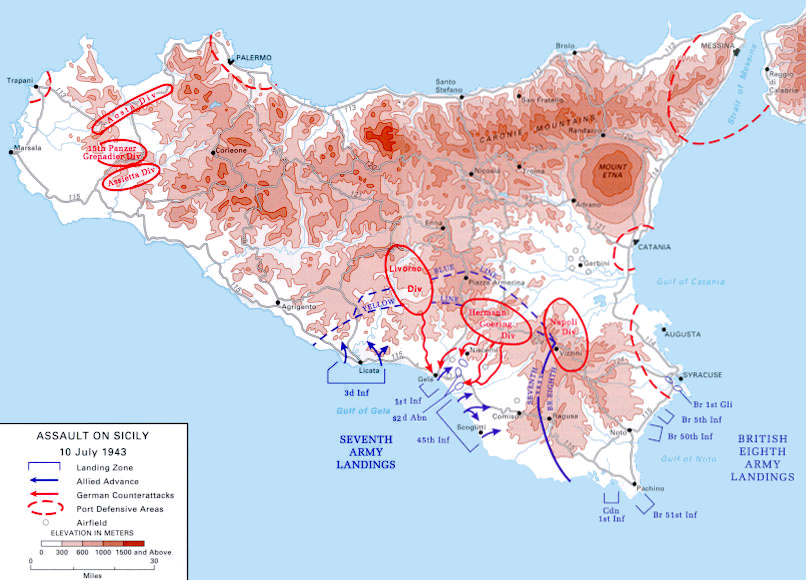
Carte des opérations du débarquement en Sicile.

Le 10 juillet 1943, le Royal 22e Régiment, alors sous le commandement du lieutenant-colonel Bernatchez, participe au débarquement en Sicile, connu sous le nom d'opération Husky, dans la région de Pachino,,. Le débarquement s'effectue vers 8 heures et la prise de la plage s'effectue rapidement si bien que, dès la soirée, le régiment se trouve à 6,5 km dans les terres. Le 22e prend part à sa première bataille de la Seconde Guerre mondiale le 17 juillet dans la région de Grottacalda. Elle commence avec l'offensive du mont Scapello et de Santa Maria. Il s'agit de la première véritable victoire du Royal 22e Régiment, mais celle-ci coûte la vie au capitaine Léo Bouchard, commandant de la compagnie A, qui reçoit la croix militaire à titre posthume. Le lieutenant Pierre Potvin reçoit aussi la Croix militaire pour avoir pris, avec une section, une position de mitrailleuse ennemie qui stoppait l'avance à Grottacalda. Plus tard, à un emplacement près de Grottacalda surnommé le « Fer à cheval » à cause d'un serpentement dans le chemin, les deux hommes libèrent deux canons antichars pris sous le feu ennemi et ramènent les blessés. La bataille de Grottacalda fit au total 4 morts et 24 blessés.

#### La campagne d'Italie

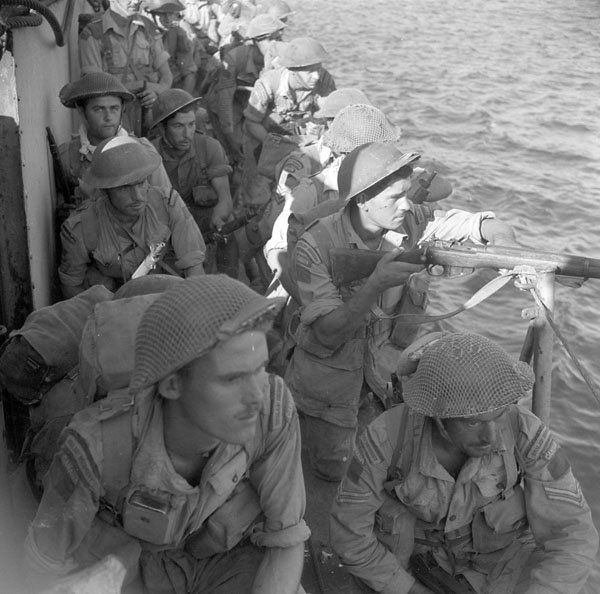
Soldats du Royal 22e Régiment prêts pour le débarquement en Italie.

Par la suite, le 22e continue de prendre une part importante à la conquête de la Sicile notamment au cours des batailles de Valguarnera, d'Adrano et de Catenanuova. Celle-ci se termine le 17 août 1943 avec l'entrée des Alliés à Messine après 38 jours de combat. Le 8 septembre, la capitulation de la Sicile est proclamée à la radio alors que les Allemands établissent la défense de l'Italie et que le Royal 22e Régiment s'embarque à bord de péniches pour prendre part à la campagne d'Italie.
Dès son débarquement en Italie le 3 septembre 1943, le Royal 22e Régiment occupe Reggio. Ensuite, il capture Potenza, Sangro et Gambatesa. En fin d'année 1943, la jonction des routes de San Vito Grande vers Orsogna et Ortona est connue militairement comme étant l'objectif Cider qui a une grande importance stratégique puisqu'il ouvre l'accès vers Ortona qui est l'objectif de la 1re Division. La 1re et la 2e brigades échouent toutes deux à capturer cet objectif et la division décide d'y envoyer la 3e qui est alors en réserve. La 3e Brigade envoie d'abord le Carleton and York Regiment et le West Nova Scotia Regiment sans succès.

Lignes défensives allemandes au sud de Rome.

Le Royal 22e Régiment est donc le dernier espoir et il réussit à capturer l'objectif ainsi que la ferme Casa Berardi qui était un sous-objectif vital attribué à la compagnie C avec l'appui d'un escadron de chars de l'Ontario Tanks Regiment. Le capitaine Paul Triquet, commandant de la compagnie C, se distingue lors de la prise d´assaut de la Casa Berardi le 14 décembre 1943. Pour cette action d´éclat, il est décoré de la Croix de Victoria qu'il dédie à ses hommes et de la Légion d'honneur. Cet engagement se solde par un total de 23 morts et 107 blessés. Plusieurs autres soldats du Royal 22e Régiment se démarquent durant la campagne d'Italie. Le régiment participe à l'offensive contre la ligne Adolf Hitler. Le soldat Alan LeBlanc se démarque particulièrement pendant cet assaut alors que son peloton avance à travers des défenses ennemies. En effet, son peloton tombe sous le tir direct d'une mitrailleuse et le soldat LeBlanc prend l'initiative de charger la position ennemie et réussit à la capturer à lui seul permettant ainsi à l'avance de son peloton de continuer et d'éviter des pertes.
Le 5 janvier 1944, le lieutenant-colonel Jean V. Allard prend le commandement du régiment alors que ce dernier agit à titre de réserve; ce qui permet aux soldats de profiter de quelques congés et aux nouveaux caporaux ainsi qu'aux renforts de suivre des cours de tactique militaire. De son côté, le lieutenant-colonel Bernatchez prend le commandement de la 3e Brigade le 13 avril de la même année.

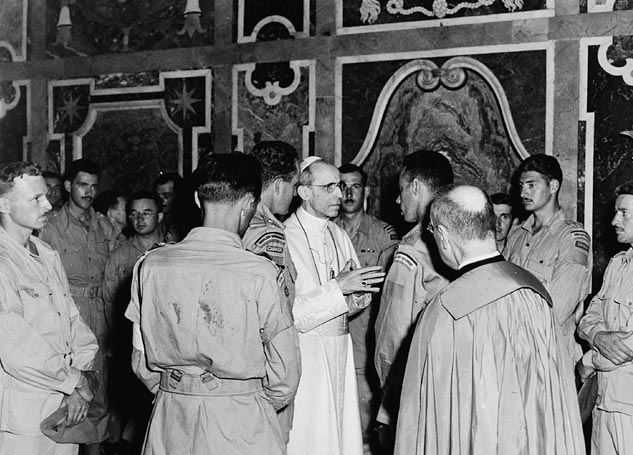
Des membres du Royal 22e Régiment, participant à la libération de l'Italie, en audience avec le pape Pie XII en 1944.

De mi-janvier à avril, le régiment effectue des rotations de deux semaines sur la ligne de front suivies de quelques jours de congé. C'est durant cette période, en février, que le caporal Hébert subit les pires blessures qu'un membre du régiment ait reçues au cours du conflit. En effet, pendant une opération de réapprovisionnement d'un poste avancé, le caporal Hébert perd ses deux jambes et ses deux bras lors d'un bombardement. À partir du mois d'avril, le régiment est sur la ligne Gustave et il y demeure jusqu'à l'été. Le régiment connaît des pertes d'un total de 28 morts et 172 blessés au cours de cette période.
Le 3 juillet 1944, le régiment se rend à Rome où il a la chance de rencontrer le pape Pie XII. À partir de là, il combat sur la Ligne gothique jusqu'en mars 1945 alors que l'effort principal des Alliés devient la France au lieu de l'Italie.

#### Libération de la France et des Pays-Bas
C'est ainsi que le Royal 22e Régiment débarque à Marseille en France le 17 mars 1945,. Les soldats du 22e reçoivent l'ordre de ne pas discuter dans leur langue avec les Français pour passer inaperçus. Le 6 avril, le régiment se rend aux Pays-Bas sur les bords de la rivière IJssel au sud d'Apeldoorn,,. C'est là que le régiment participe à ses dernières opérations de la Seconde Guerre mondiale,.

#### Fin de la Seconde Guerre mondiale
Alors que le conflit en Europe se termine, un deuxième bataillon est levé et se prépare pour l'invasion du Japon en s'entrainant à Debert en Nouvelle-Écosse. Celui-ci est nommé 1st Battalion, 3rd Canadian Infantry Regiment, littéralement « 1er Bataillon, 3e Régiment d'infanterie canadien », et est placé sous le commandement du lieutenant-colonel G. Turcot,. Il a un effectif de 18 officiers et de 118 membres du rang. Cependant, le Japon capitule et le bataillon s'établit à la garnison Valcartier le 1er octobre 1945 tout en devenant le 2e Bataillon Royal 22e Régiment,. Le gros du régiment rentre d'Europe les 2 et 3 octobre de la même année pour être finalement démobilisé à Montréal le 1er mars 1946.
Pour ses faits d'armes au cours de la Seconde Guerre mondiale, le régiment reçoit un total de 25 honneurs de bataille,. Il les reçoit officiellement le 4 septembre 1956. Les soldats du 22e cumulent un total de 135 décorations pour leurs actions au cours du conflit incluant une croix de Victoria reçue par le capitaine Paul Triquet en décembre 1943,. Le régiment a subi des pertes totales de 382 morts et 1 265 blessés au cours de la guerre; ce qui représente 31 % de son effectif total,.

### L'après-guerre (1946-1950)

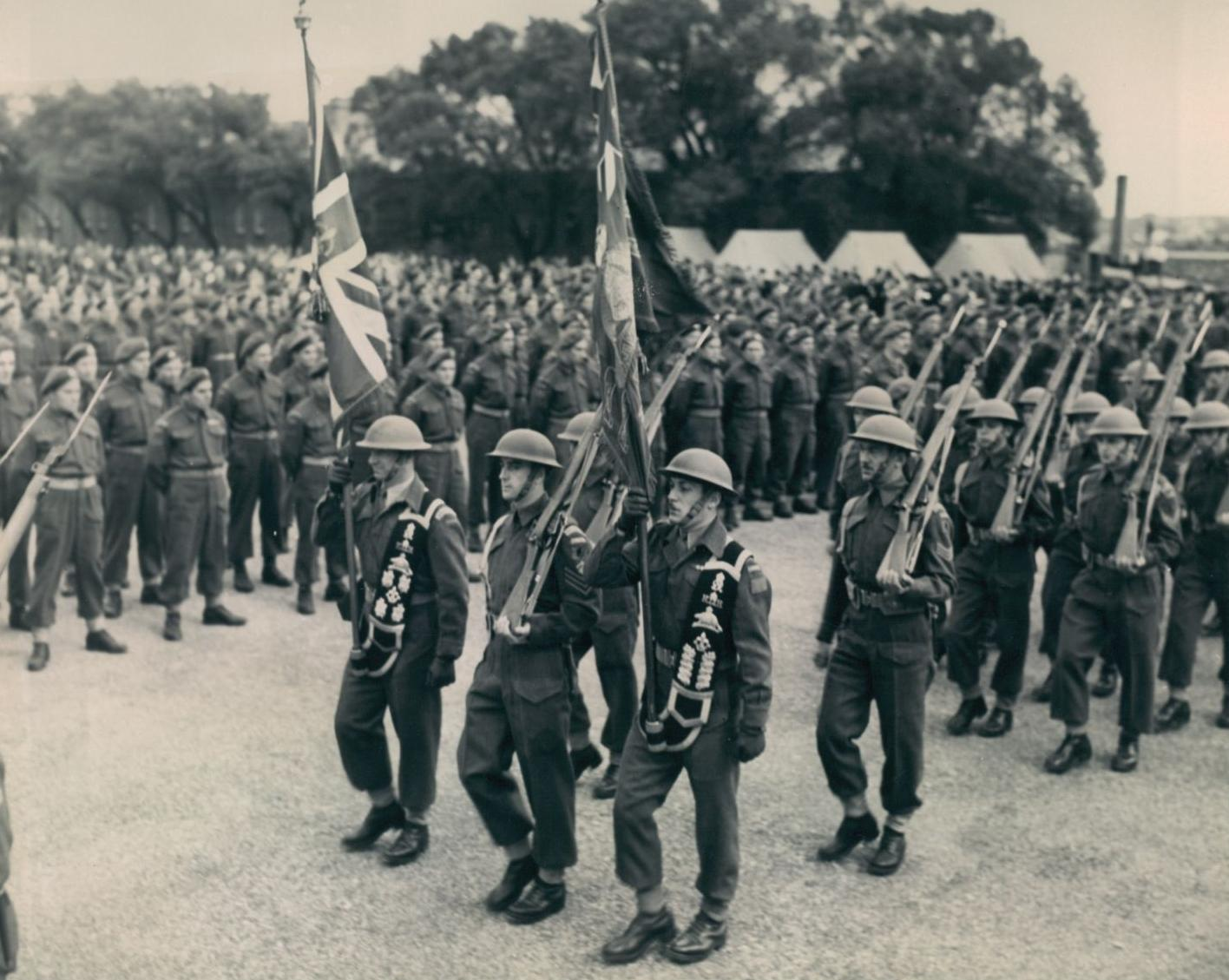
Soldats du Royal 22e Régiment défilant à Québec à leur retour d'Europe en 1945.

Le corps principal du régiment qui se trouvait en Europe et le nouveau 2e Bataillon sont dissous pour reformer simplement le Royal 22e Régiment le 1er octobre 1946,. Le régiment occupe la Citadelle de Québec le 23 août 1946,. De plus, un détachement placé sous le commandement du major P.F. Potvin est envoyé à Saint-Jean-sur-Richelieu pour y occuper les mêmes casernes que le 22e Bataillon avait occupées en 1914,. Il y demeure jusqu'en juillet 1950,. Le R22eR devient une unité de la force permanente lorsque la force intérimaire est dissoute le 1er octobre 1946. Durant cette période, le régiment comprend un effectif de 480 militaires. En vue de la guerre de Corée, il commence à entrainer des parachutistes.
Le Royal 22e Régiment a été appelé à aider les autorités civiles lors d'incendies majeurs à Rimouski et à Cabano dans le Bas-Saint-Laurent en 1950.

### Guerre de Corée (1950-1953)
La guerre de Corée débute le 25 juin 1950 alors que les forces nord-coréennes envahissent la Corée du Sud. Deux jours plus tard, le premier ministre canadien annonce que le Canada fournit une brigade spéciale aux forces de l'ONU. Le premier ministre autorise aussi la création d'un second bataillon du Royal 22e Régiment et le corps principal de Valcartier devient le 1er Bataillon. Le 2e Bataillon est placé sous le commandement du lieutenant-colonel J.A. Dextraze. L'effectif autorisé du régiment est de 1 500 hommes, mais le recrutement d'août à septembre va si bien que le régiment atteint 1 600 hommes dans ses rangs. Cependant, les ressources logistiques ne sont pas prêtes pour supporter ce nombre de soldats. Entre autres, le régiment ne dispose que d'une seule jeep et l'espace dans les casernes est restreint. Par exemple, sur les 400 hommes recrutés et réunis à la garnison Valcartier le 17 août, seulement 60 reçoivent leurs uniformes.
Le 2e Bataillon se rend au Fort Lewis aux États-Unis afin de s'y entrainer. Il y demeure jusqu'au 19 avril 1951 alors qu'il part pour la Corée. Le 14 décembre 1951, le 3e Bataillon est créé au Fort Lewis afin de, d'abord, servir de structure d'entrainement, mais, par la suite, son rôle est changé afin qu'il puisse être déployé. Le 2e Bataillon a notamment participé à la bataille de la colline 355. Il demeure en Corée jusqu'au 23 avril 1952 date à laquelle il est remplacé par le 1er Bataillon. Un an plus tard jour pour jour, ce dernier est à son tour remplacé par le 3e Bataillon. Le 3e Bataillon se trouve toujours en Corée lorsque le cessez-le-feu est signé le 27 juillet 1953 et il y demeure jusqu'au 14 avril 1954. Le R22eR reçoit un total de 84 décorations pour ses actions lors de la guerre de Corée. Cependant, 104 membres du régiment sont tués et 185 blessés au cours du conflit.

### Guerre froide et maintien de la paix (1968-2003)
Le régiment maintient un bataillon en Allemagne de l'Ouest pendant la guerre froide entre novembre 1953 et 1993, sauf de 1959 à 1964. Il est intégré au sein du 4e Groupe-brigade d'infanterie du Canada établi en 1957 qui devient en 1968 le 4e Groupe-brigade mécanisé du Canada. De juillet 1970 à juin 1971, les 561 fantassins du Royal 22e Régiment et leurs familles sont déplacés sur la base des Forces canadiennes Lahr, dans le sud de l'Allemagne, près de la base aérienne de Baden. En plus d'être déplacé dans cette région, le régiment relèvera dorénavant des armées du centre de l'Allemagne plutôt que de l'armée britannique du Rhin.
Il est présent à Chypre de 1964 à 1992 sous l'égide de l'ONU,. En 1990, le régiment intervient lors de la crise d'Oka au Québec. En juillet 1992, le 1er Bataillon permet l'ouverture de l'aéroport international de Sarajevo en Bosnie. Le 9 septembre 2002, il reçoit la mention élogieuse du commandant en chef des Forces canadiennes destinée aux unités pour cet exploit qui a permis d'apporter de l'aide humanitaire aux Bosniaques. Le 22 se rend en ex-Yougoslavie de 1992 à 2001 sous l'ONU et l'OTAN. De plus, il va en Haïti à la fin des années 1990.

### Guerre d'Afghanistan (2001-2011)

Insigne de la FIAS ou ISAF en anglais.

Le 3e Bataillon avec une compagnie mécanisée du 1er Bataillon fournit la base du contingent canadien de la force internationale d’assistance et de sécurité (FIAS) à Kaboul en Afghanistan de février à août 2004 dans le cadre de l'opération Athéna.
En juillet 2007, un groupement tactique formé autour du 3e Bataillon du Royal 22e Régiment retourne en Afghanistan remplacer le 2e Bataillon du The Royal Canadian Regiment dans la province de Kandahâr,,. Le groupement tactique est composé d’une compagnie de chaque bataillon régulier du régiment. Il comprend aussi des unités de support de combat et de services de toutes les unités du 5e Groupe-brigade mécanisé du Canada de la garnison Valcartier. Également, le régiment contribue à l'opération Enduring Freedom en déployant une équipe de 15 militaires au sein de la 218e Brigade d'infanterie américaine. Ces derniers travaillent au sein du Training Assistance Group VI situé au camp Alamo à Kaboul jusqu'au démantèlement du détachement en novembre 2007 marquant ainsi la fin de la contribution canadienne au Kaboul Military Training Center. Le groupement tactique du 3e Bataillon demeure en Afghanistan jusqu'en novembre 2008. Il reçoit la mention élogieuse du commandant en chef des Forces canadiennes destinée aux unités le 4 février 2011 pour ses actions en Afghanistan.
Le 2e Bataillon du Royal 22e Régiment forme par la suite le groupement tactique qui se déploie en Afghanistan de mars à octobre 2009 toujours dans la région de Kandahâr,. Le 1er Bataillon forme le groupement tactique qui se rend en Afghanistan en novembre 2010,. Le 18 décembre 2010, le caporal Steve Martin du 3e Bataillon Royal 22e Régiment décède au combat dans le district de Panjwai à la suite de l'explosion d'un engin explosif de circonstance. Il est le 154e militaire canadien à perdre la vie depuis le début de la guerre d'Afghanistan.

### Séisme en Haïti (2010)

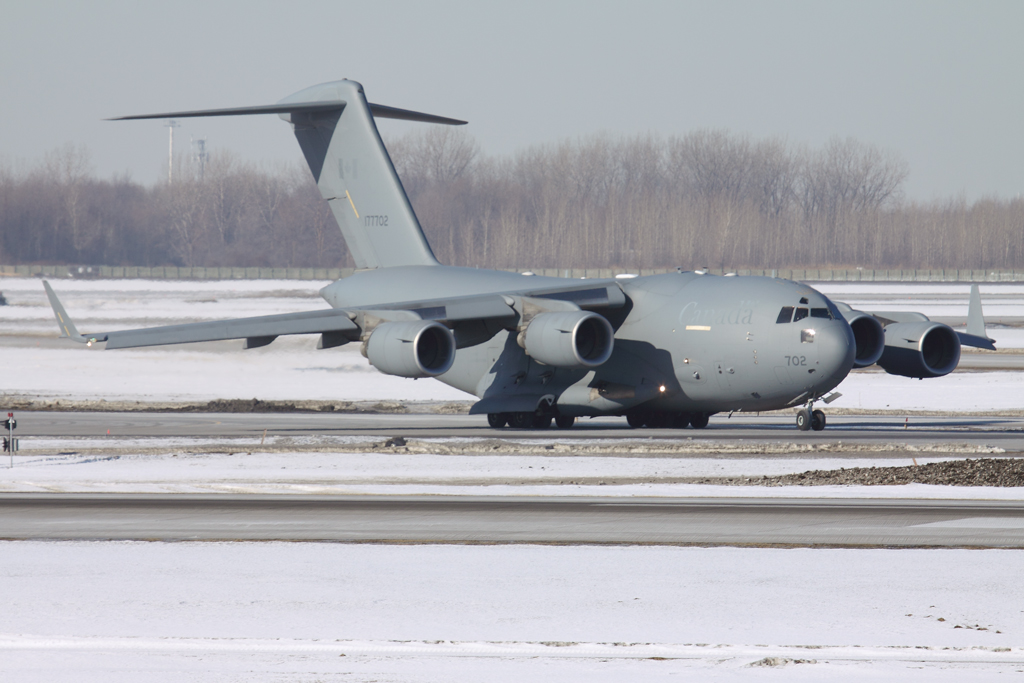
Un CC-177 partant de Montréal pour Port-au-Prince dans le cadre de l'opération Hestia.

En janvier 2010, un groupement tactique formé autour du 3e R22eR déploie en Haïti en réponse au séisme du 12 janvier dans le cadre de l'opération Hestia,. Quatre jours après le séisme, une équipe de reconnaissance décolle de Québec en direction d'Haïti. La compagnie A du 3e Bataillon décolle de Québec le 19 janvier et arrive à l'aéroport de Jacmel le lendemain. Le reste du bataillon se rend en Haïti par différents moyens, air et mer, car les difficultés logistiques sont nombreuses pour le transport du groupement d'environ 400 personnes,. Les opérations du bataillon en Haïti sont coordonnées avec la Mission des Nations unies pour la stabilisation en Haïti (MINUSTAH) ainsi que les institutions locales et les organismes non gouvernementaux. Elles se concentrent principalement dans les régions de Jacmel, de Léogâne et de Port-au-Prince. Les soldats du 22e fournissent de la sécurité aux différents organismes responsables de l'aide humanitaire et escortent les convois. Ils effectuent aussi des patrouilles d'aide humanitaire et de présence. Les ingénieurs attachés au groupement tactique opèrent un système de purification d'eau par osmose inverse en plus de fournir du support à la reconstruction d'un hôpital et d'une route ainsi qu'à la construction d'installations sanitaires.

### Histoire récente
En 2014, le régiment célèbre son centenaire. Dans le cadre des activités de célébration du centenaire, le R22eR a monté la garde royale au palais de Buckingham au Royaume-Uni le 14 juillet 2014.

## Honneurs de bataille
Les honneurs de bataille sont le droit donné par La Couronne au régiment d'apposer sur ses couleurs les noms des batailles ou des opérations dans lesquelles il s'est illustré. Le R22eR a reçu un total de 3 honneurs de bataille pour la Guerre de 1812 en perpetuant le Canadian Regiment of Fencible Infantry, Les Chasseurs, la division Beauharnois de la milice canadienne, et la division Boucherville de la milice canadienne, de 18 honneurs de bataille pour la Première Guerre mondiale et de 25 pour la Seconde Guerre mondiale en plus des honneurs de bataille pour la guerre de Corée et la guerre d'Afghanistan,,,,,.
| Guerre de 1812               |                             |
| ---------------------------- | --------------------------- |
| Défense du Canada 1812-1815  | Châteauguay                 |
| Crysler's Farm               |                             |
| Première Guerre mondiale     | Seconde Guerre mondiale     |
| Mont-Sorrel                  | Débarquement en Sicile      |
| Somme 1916-1918              | Valguarnera                 |
| Flers-Courcelette            | Adrano                      |
| Thiepval                     | Catenanuova                 |
| Hauteurs de l'Ancre          | Sicile 1943                 |
| Vimy 1917                    | Débarquement à Reggio       |
| Arleux                       | Potenza                     |
| Scarpe 1917-1918             | La Sangro                   |
| Côte 70                      | Casa Berardi                |
| Ypres 1917                   | Torre Mucchio               |
| Passchendaele                | Vallée de la Liri           |
| Arras 1917-1918              | Cassino II                  |
| Amiens                       | Ligne Gustave               |
| Canal du Nord                | Ligne Hitler                |
| Ligne Hindenburg             | Ligne gothique              |
| Cambrai                      | Borgo Santa Maria           |
| France et Flandres 1915-1918 | San Fortunato               |
| Poursuite de Mons            | Passage Lamone              |
|                              | Ligne Rimini                |
|                              | San Martino                 |
|                              | San Lorenzo                 |
|                              | Cesena                      |
|                              | Italie 1943-1945            |
|                              | Apeldoorn                   |
|                              | Nord-Ouest de l'Europe 1945 |
| Guerre de Corée              | Guerre d'Afghanistan        |
| Corée                        | Afghanistan                 |

## Traditions et patrimoine

### Traditions

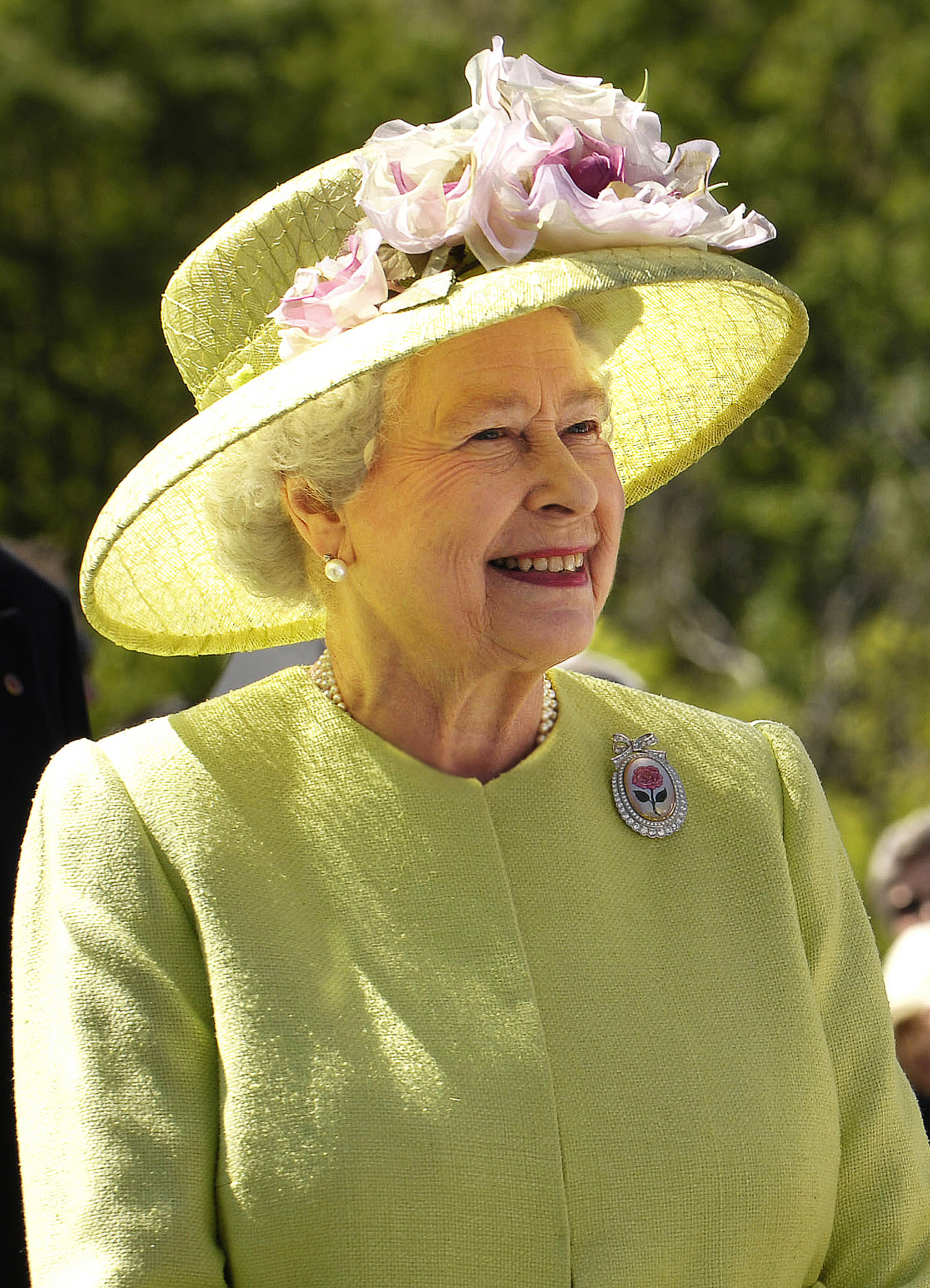
La reine Élisabeth II du Canada, colonel-en-chef du Royal 22e Régiment de 1953 à 2022.

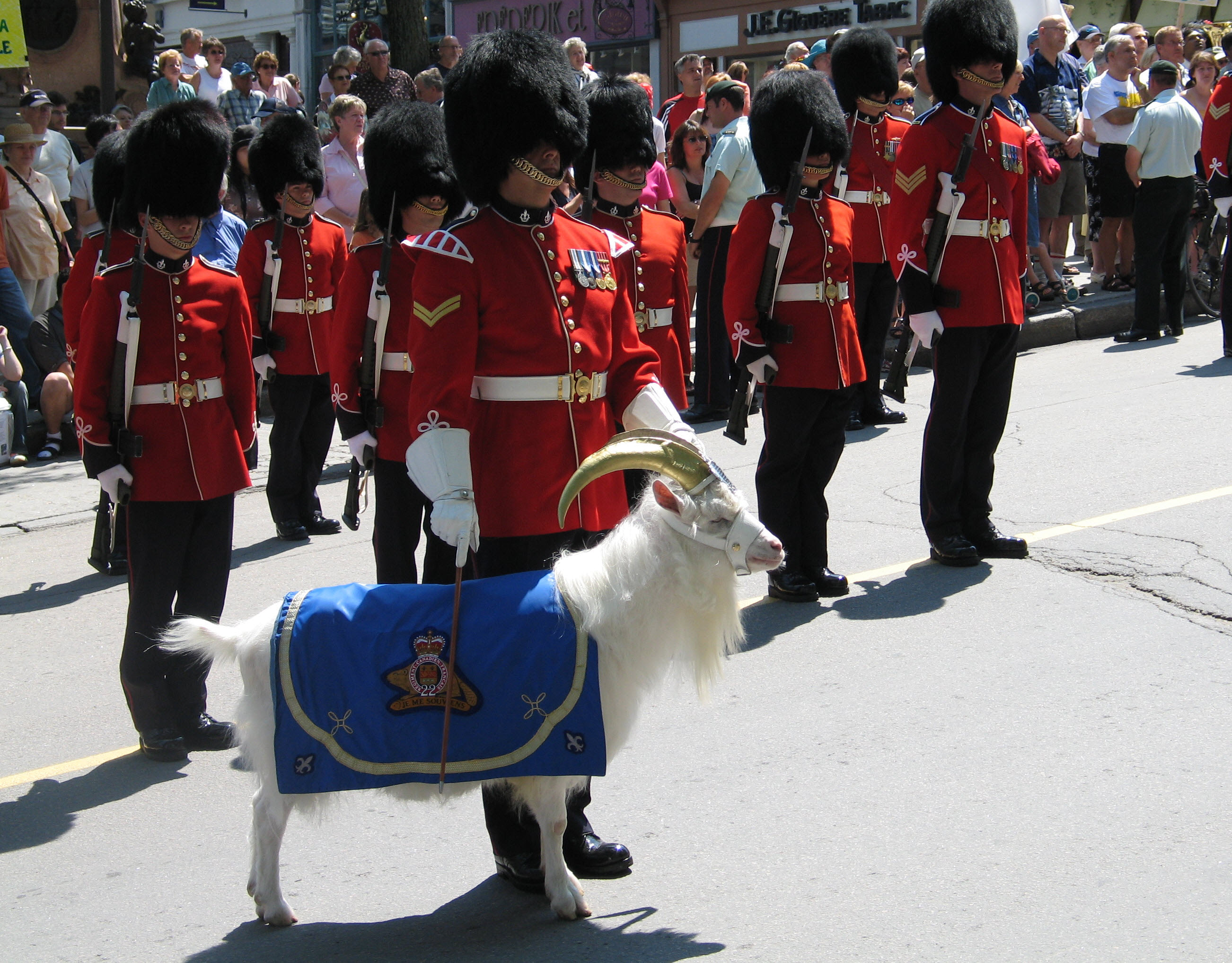
Batisse X, la mascotte du régiment.

Les traditions et les symboles du R22eR sont les éléments essentiels à l'identité régimentaire. Le symbole le plus important est le drapeau régimentaire. Le castor est également un symbole important ; celui-ci forme l'insigne du régiment. La devise du régiment est « Je me souviens ».
Bien que le régiment ne soit pas une structure opérationnelle, il possède tout de même une gouvernance. Le colonel-en-chef est un poste honorifique à vie qui occupe le rôle de dirigeant du régiment. Pour le Royal 22e Régiment, le colonel-en-chef est le Souverain du Canada. Le premier colonel-en-chef du régiment est le roi George V. Le colonel-en-chef actuel est le roi Charles III,.

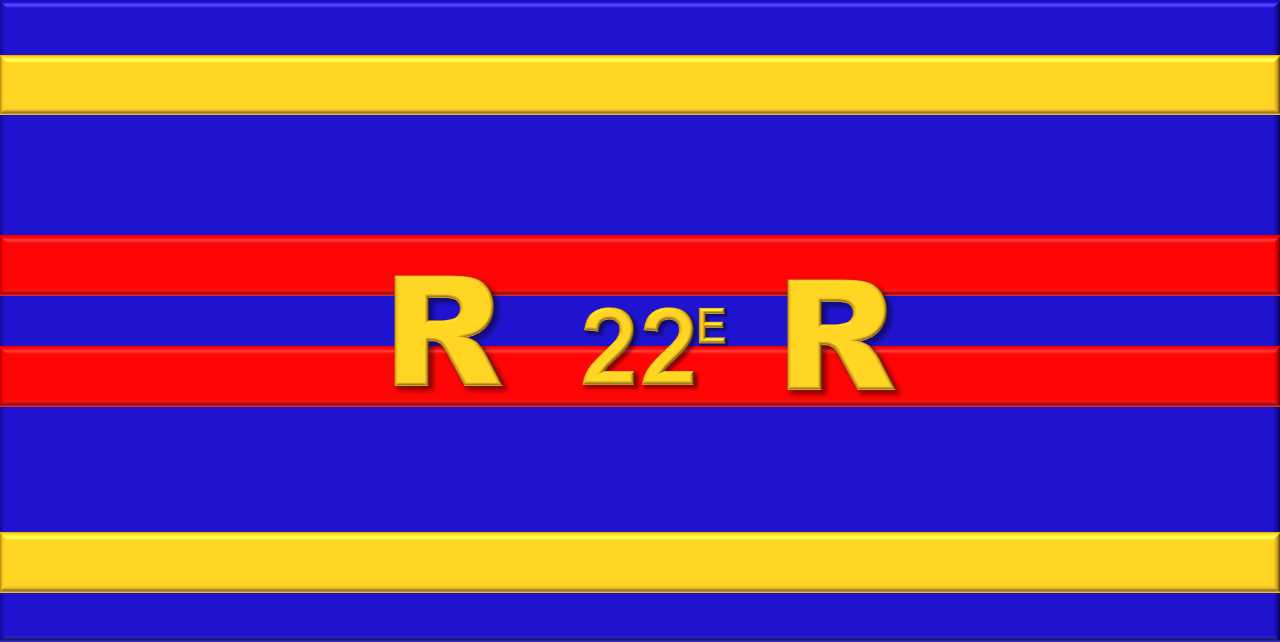
Drapeau de camp du Royal 22e Régiment

Le colonel du régiment du R22eR est le lieutenant-général Marc Lessard, CMM, CSM, CD. Le rôle du colonel du régiment est de représenter le régiment et ses membres qu'ils soient en service actif ou retraités. En effet, son rôle est surtout de représenter le régiment auprès d'institutions extérieures et auprès des quartiers généraux de la Défense nationale ainsi que de servir de figure au régiment tout en promouvant l'esprit du corps et la famille régimentaire. Il sert aussi de conseiller aux commandants d'unité du régiment et peut superviser des passations de commandement par exemple.
Le 21 octobre est considéré comme étant la date d'anniversaire du régiment,,. C'est en fait la date de création du 22e Bataillon (Canadien français) en 1914 pour la Première Guerre mondiale. Cet anniversaire est observé par banquet. Annuellement, un dîner de Noël régimentaire se tient avant le 25 décembre. Lors de ce dîner, les officiers et les sous-officiers seniors servent le repas aux membres de l'unité. Cette tradition est observée depuis la fondation du régiment en 1914. La fête de la Saint-Jean-Baptiste, la fête des Canadiens français, est observée par les membres du régiment. Quand l'unité n'est pas déployée, ses membres participent aux festivités locales, mais lorsqu'elle est déployée à l'étranger, des festivités sont organisées pour célébrer la fête de la Saint-Jean-Baptiste.
Le Royal 22e Régiment est affilié aux Royal Welch Fusiliers du Royaume-Uni depuis 1927. On observe au sein du 22 des traditions des Royal Welch Fusiliers telles que le port de l'uniforme écarlate et du chapeau de poils, ou l'utilisation d'un bouc en tant que mascotte,. En effet, Batisse, un bouc, est la mascotte régimentaire. Le premier bouc nommé Batisse I fut présenté au régiment le 1er octobre 1955,. Il venait du troupeau royal du jardin zoologique de Londres. Le R22eR est aussi affilié avec le Mercian Regiment (en) également du Royaume-Uni.

### Marches régimentaires

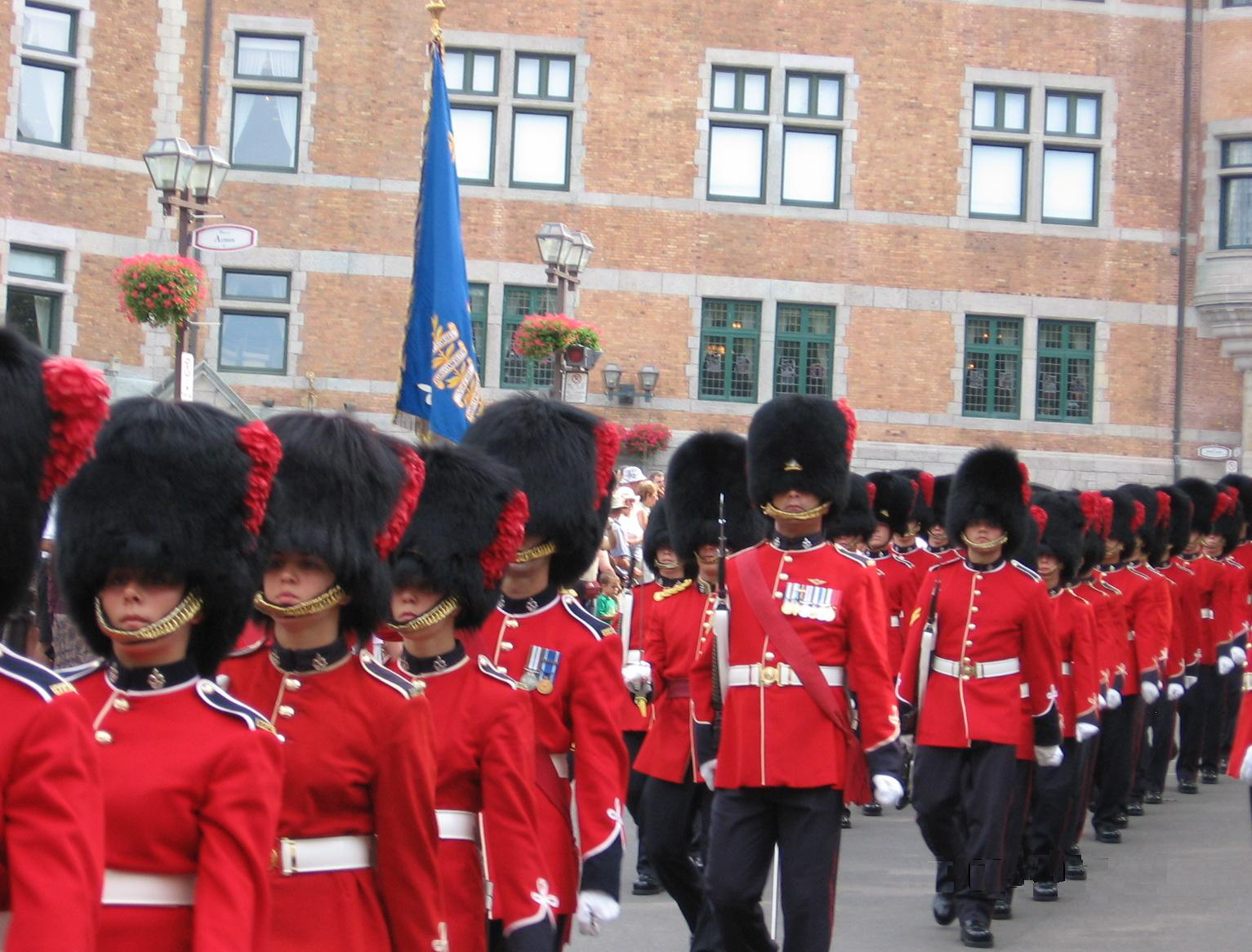
Le Royal 22e Régiment paradant à l'occasion du de la ville de Québec.

À la formation du régiment, la marche Le Régiment de Sambre-et-Meuse fut adoptée en tant que marche régimentaire. La marche Le Royal 22e Régiment est jouée pour la première fois le 29 mars 1935 en tant que marche régimentaire. Vers 1939, la chanson Vive la Canadienne est officiellement adoptée comme marche régimentaire,; la fanfare joue ses huit premières mesures quand le drapeau régimentaire prend place ou quitte une parade ou une garde d'honneur.
La pièce Prière en famille écrite par l'abbé Charles-Émile Gadbois fut adoptée en tant que marche régimentaire lente le 13 janvier 1958. Avec la permission de l'auteur, le titre de la marche a été changé pour Marche Lente du Royal 22e Régiment le 14 avril 1958. Prière en famille est venue remplacer Men of Harlech des Royal Welch Fusiliers qui était utilisée jusqu'alors.

### Les Van Doos

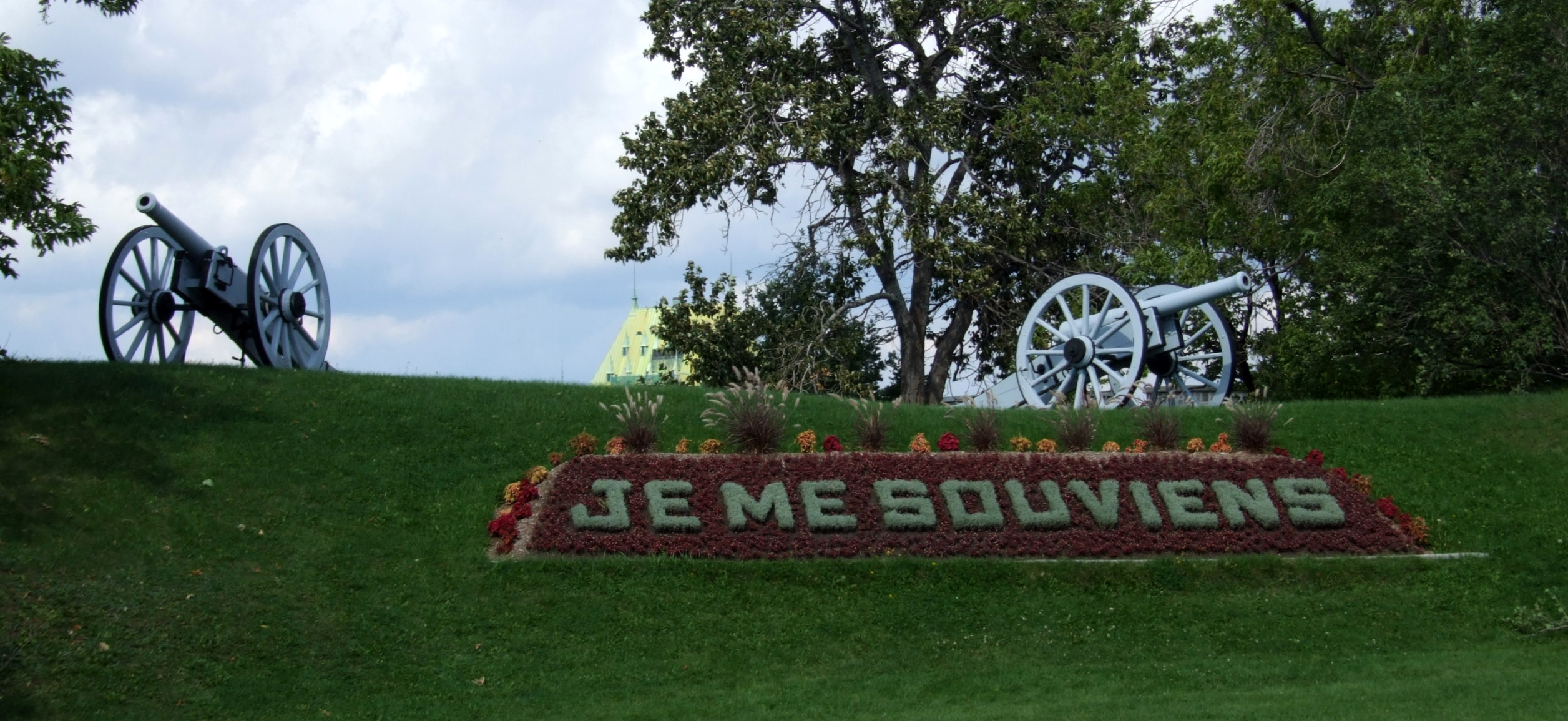
La devise du régiment à la Citadelle de Québec.

La presse anglophone surnomme souvent le Régiment « Van Doos ». Bien que l'on sache qu'il a été utilisé par la presse anglophone au cours de la Première Guerre mondiale, l'origine exacte est inconnue. On sait qu'il s'agit de la prononciation bâclée de « vingt-deux » par les soldats anglophones, imitant les soldats francophones. En fait, les militaires anglophones se réfèrent toujours au régiment en tant que vandoo et jamais en tant que twenty-two (vingt-deux en anglais) pour respecter le fait francophone du régiment et le bilinguisme officiel des Forces canadiennes.

## Lieux de mémoire

### Au Canada

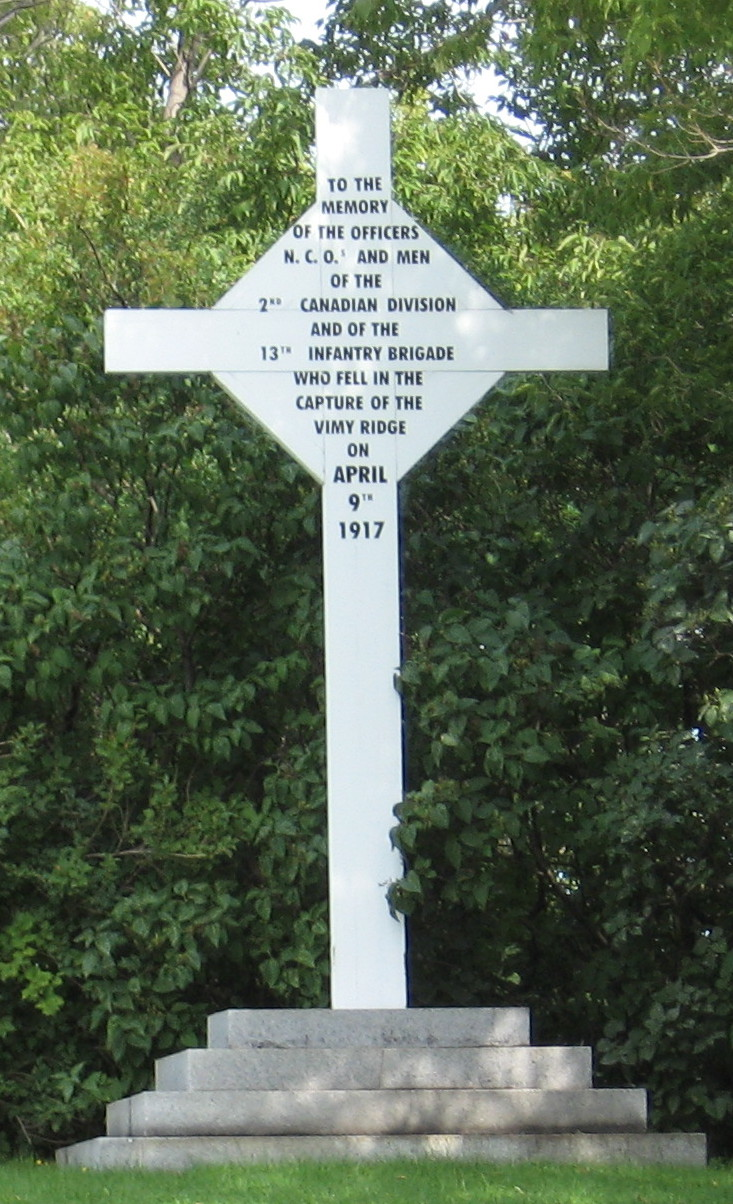
Croix de Vimy à la Citadelle de Québec.

- Croix de Vimy à Québec: après la bataille de la crête de Vimy lors de la Première Guerre mondiale, l’armée canadienne, en 1917, érigea sur le site de la bataille une croix de bois à la mémoire des disparus de cette bataille à l'endroit même où était installée la batterie Brock en 1812[3],[69]. Lors de la construction du mémorial de Vimy en 1923, cette croix fut confiée à la garde du Royal 22e Régiment et placée à la Citadelle de Québec l'année suivante[69],[70]. Elle fut rénovée en 1947 et en 1978[69],[70]. Cette croix est toujours utilisée lors de cérémonies de commémoration de la bataille de la crête de Vimy[71]. Des parcelles de la croix originale sont exposées au Musée du Royal 22e Régiment[69],[70]. Les militaires en uniforme doivent porter respect à la croix de Vimy en la saluant[3],[62].
- Monuments de militaires du Royal 22e Régiment décédés entre 1929 et 1960, un regroupement de dix-huit stèles individuelles au cimetière-jardin Notre-Dame-de-Belmont à Québec[72]
- Monument commémoratif franco-canadien du Parc La Fontaine à Montréal

### En France
- Mémorial de Vimy
- Mémorial canadien de Courcelette

### En Belgique
- Monument canadien de Passchendaele

### En Italie
- Cimetière de guerre canadien d'Agira
- Cimetière de guerre d'Ancona
- Cimetière de guerre du col d'Argenta
- Cimetière de guerre d’Assise
- Cimetière de guerre de Bari
- Cimetière de guerre de Beach Head
- Cimetière de guerre de Bolsena
- Cimetière de guerre de Caserte
- Cimetière de guerre de Cassino
- Cimetière de guerre de Catania
- Cimetière de guerre de Cesena
- Cimetière de guerre de la crête de Coriano
- Cimetière de guerre de Florence
- Cimetière de guerre de Gradara
- Cimetière de guerre de Montecchio
- Cimetière de guerre canadien de la Moro
- Cimetière de guerre de Ravenne
- Cimetière de guerre de Rome
- Cimetière de guerre du fleuve Sangro
- Cimetière de guerre canadien de Villanova

## Dans la culture populaire
Le régiment est le sujet d'un film documentaire de l'Office national du film du Canada, Le 22e Régiment en Afghanistan,.